# جهان ترانه یخ و آتش
جهان تخیلی که در آن داستان رمان‌های ترانه یخ و آتش نوشته جرج آر. آر. مارتین رخ می‌دهد، از چندین قاره تشکیل شده که جمعاً «جهان شناخته‌شده» نامیده می‌شوند.
بیشتر داستان در قاره وستروس و در یک نهاد سیاسی بزرگ به نام هفت پادشاهی می‌گذرد. این پادشاهی‌ها در ۹ منطقه پراکنده شده‌اند: شمال، جزایر آهن، سرزمین‌های رودخانه، دره، سرزمین‌های غربی، سرزمین‌های طوفان، ریچ، سرزمین‌های تاج و دورن. یک دیوار بزرگ از یخ و جادوی قدیمی، هفت پادشاهی را از منطقه عمدتاً نقشه‌برداری‌نشده شمالی جدا می‌کند. قاره پهناور اسوس در شرق وستروس و در سراسر دریای باریک قرار دارد. نزدیک‌ترین ملت‌های خارجی به وستروس، شهرهای آزاد هستند، مجموعه‌ای از ۹ دولت‌شهر مستقل در امتداد لبه غربی اسوس. سرزمین‌هایی که در امتداد خط ساحلی جنوبی اسوس قرار دارند، سرزمین‌های دریای تابستان نامیده می‌شوند و شامل خلیج برده‌داران و ویرانه‌های والریا می‌شوند. والریا خانه سابق نیاکان خاندان تارگرین است. در جنوب اسوس، قاره‌های سوتوریوس و اولتوس دارند که در روایت تا حد زیادی ناشناخته هستند.
این سیاره فصل‌های نامنظمی با مدت زمان غیرقابل پیش‌بینی را تجربه می‌کند که می‌تواند سال‌ها ادامه یابد. در آغاز ترانه یخ و آتش، وستروس از یک تابستان طولانی لذت برده‌است و بسیاری می‌ترسند که زمستان طولانی‌تر و سخت‌تری در پیش‌رو داشته باشند.
جرج آر. آر. مارتین داستان یخ و آتش را در جهانی جایگزین از زمین تنظیم کرد، یک «جهان ثانویه»، مانند چیزی که جی. آر. آر. تالکین با سرزمین میانه خود پیشگام آن بود. مارتین همچنین پیشنهاد کرده‌است که جهان ممکن است بزرگتر از سیاره واقعی زمین باشد. داستان یخ و آتش در جهانی پساجادو می‌گذرد که در آن مردم دیگر به چیزهای فراطبیعی مانند دیگران (وایت واکرها) اعتقاد ندارند. اگرچه شخصیت‌ها جنبه‌های طبیعی جهان خود را درک می‌کنند، اما عناصر جادویی آن را نمی‌شناسند یا درک نمی‌کنند. با این حال، دین نقش مهمی در زندگی مردم دارد و شخصیت‌ها از دین‌های گوناگونی پیروی می‌کنند.

## نقشه‌ها
| نقشه                              | بازی | جنگ | طوفان | ضیافت | رقص        | (سرزمین‌ها) |
| --------------------------------- | ---- | --- | ----- | ----- | ---------- | ---------- |
| شمال وستروس                       | آری  | آری | آری   | آری   | آری آمریکا | آری        |
| جنوب وستروس                       | آری  | آری | آری   | آری   | آری آمریکا | آری        |
| نقشه شهری بارانداز پادشاهی        |      | آری |       |       |            | آری        |
| آن سوی دیوار                      |      |     | آری   |       | آری        | آری        |
| خلیج برده‌داران، والریا و سوتوریوس |      |     |       |       | آری        | آری        |
| جزایر آهن                         |      |     |       | آری   |            |            |
| شهرهای آزاد                       |      |     | آری   |       | آری        | آری        |

بازی تاج‌وتخت، نخستین قسمت از مجموعه ترانه آتش و یخ، دارای دو نقشه از وستروس است. هر کتاب جدید یک یا دو نقشه اضافه کرده‌است، به طوری که تا رقصی با اژدهایان، هفت نقشه از جهان تخیلی در کتاب‌ها موجود است. مارتین در سال ۲۰۰۳ گفت که نقشه‌های کامل جهان در دسترس نیست تا خوانندگان بهتر بتوانند با مردم قرون وسطای واقعی آشنا شوند که در مورد مکان‌های دور بی اطلاع بودند. او همچنین با تئوری که می‌گفت «در نهایت شخصیت‌ها باید از هر مکانی که در نقشه نشان داده شده‌است بازدید کنند.» موافقت نکرد. با این حال، او اعتراف کرد که خوانندگان ممکن است بتوانند یک نقشه جهان را تا پایان این مجموعه گردآوری کنند. او عمداً در مورد اندازه جهان یخ و آتش باابهام سخن گفت و مقیاس را در نقشه‌ها حذف کرد تا از پیش‌بینی طول سفر بر اساس فواصل اندازه‌گیری‌شده جلوگیری کند. از یک نقشه‌کش جدید در رقصی با اژدهایان استفاده شده‌است به طوری که نقشه‌ها بسته به کتاب در دو نسخه توسط جیمز سینکلر و جفری ال. وارد موجود هستند. نقشه‌های قدیمی برای مطابقت با سبک نقشه‌های جدید دوباره طراحی شده‌اند.
مجموعه‌ای از نقشه‌های تاشو در ۳۰ اکتبر ۲۰۱۲ با عنوان سرزمین‌های یخ و آتش منتشر شد (شابک ‎۹۷۸–۰۳۴۵۵۳۸۵۴۳). جاناتان رابرتز، تصویرگر و نقشه‌بردار، نقشه‌ها را بر اساس پیش‌نویس‌های مارتین ترسیم کرده‌است. دوازده نقشه موجود در مجموعه عناوین «جهان شناخته‌شده»، «غرب»، «اسوس مرکزی»، «شرق»، «وستروس»، «آن سوی دیوار»، «شهرهای آزاد»، «خلیج برده‌داران»، «دریای دوتراکی»، «بارانداز پادشاهی»، «براووس» و «سفرها». آخرین نقشه مسیرهایی را که شخصیت‌های رمان طی کرده‌اند را دنبال می‌کند.

## وستروس
داستان در درجه اول در قاره‌ای دراز به نام وستروس (Westeros) اتفاق می‌افتد که تقریباً به اندازه آمریکای جنوبی است. این قاره خانه هفت پادشاهی است که به عنوان «قلمرو» یا «پادشاهی غروب آفتاب» نیز شناخته می‌شود و در سمت جنوبی دیوار واقع شده‌است. دیوار یک دیوار یخی بزرگ ساخته دست بشر (که گفته می‌شود با جادو ترکیب شده‌است) به بلندای ۲۱۰ متر و به درازای ۴۸۰ کیلومتر از ساحلی به ساحل دیگر از شرق به غرب است. هفت پادشاهی توسط یک باریکه خاکی غنی از باتلاق به نام گردن (the Neck) به دو قسمت شمالی و جنوبی تقسیم می‌شوند. زمین شمال دیوار یک قطعه بزرگ از وستروس (تقریبا به اندازه کانادا) را تشکیل می‌دهد، اما تا حد زیادی نقشه‌برداری‌نشده و کاوش‌نشده باقی مانده‌است، به خصوص منطقه میدان یخچالی در شمال و غرب رشته‌کوه بزرگی به نام نیش‌های سرماریزه (Frostfangs)، که نشان‌دهنده دورترین محدوده جغرافیایی زیست‌گاه‌های انسانی است؛ بنابراین، گستره شمالی این قاره ناشناخته است، اگرچه تصور می‌شود که با یک کلاهک یخی قطبی در شمال دریای لرزان که به عنوان زباله سفید (White Waste) شناخته می‌شود، پیوسته باشد.
در آغاز رمان، بیشتر وستروس تحت فرمانروایی یک پادشاه متحد می‌شوند که مقر او «تخت آهنین» در شهر بارانداز پادشاهی (King's Landing) است. پادشاه بر منطقه‌ای به نام سرزمین‌های تاج (Crownlands) که در اطراف بارانداز پادشاهی است، حکومت می‌کند. هر یک از مناطق دیگر از نظر عملکردی توسط یک خاندان اشرافی بزرگ متفاوت کنترل می‌شود، که همگی قدرت قابل توجهی در سرزمین خود دارند، در حالی که به تخت آهنین وفادار هستند. مارتین در اینجا از تاریخ قرون وسطی اروپا الهام گرفت، به ویژه جنگ جنگ صد ساله، جنگ‌های صلیبی، جنگ‌های صلیبی کاتاری و جنگ رزها.
نخستین ساکنان این قاره، فرزندان جنگل (Children of the Forest) بودند؛ یک گونه انسان طبیعت‌پرست عصر حجری که چهره خدایان خود را بر روی درختان ویرود حک می‌کردند. مدتی بعد، مهاجران انسان عصر برنز، معروف به نخستین انسان‌ها (First Men)، از اسوس از طریق یک پل خشکی در انتهای جنوب شرقی قاره مهاجرت کردند و به تدریج در کل قاره پراکنده شدند. تلاش‌های نخستین انسان‌ها برای نابودی جنگل‌ها و کشاورزی در زمین‌ها منجر به جنگی به‌طور هزار سال با فرزندان جنگل شد که در نهایت با توافقی به نام «پیمان» حل و فصل شد. این آغاز عصر قهرمانان (Age of Heroes) بود که در طی آن نخستین انسان‌ها مذهب فرزندان جنگل را پذیرفتند. آن خدایان بعدها در وستروس به عنوان خدایان قدیمی شناخته شدند.
هشت هزار سال پیش از وقایع رمان‌ها، یک گونه انسان‌نمای قطبی مرموز به نام دیگران از سرزمین همیشه زمستان، شمالی‌ترین بخش وستروس، در طول زمستانی چند ده ساله به نام «شب طولانی» پدیدار شد. فرزندان جنگل و نخستین انسان‌ها متحد شدند تا دیگران را دفع کنند و سپس دیوار را ساختند تا راه شمال دور را ببندند. منطقه شمال دیوار از آن زمان به‌طور جمعی به عنوان سرزمین «آن سوی دیوار» شناخته می‌شد و توسط نوادگان قبیله‌ای از نخستین انسان‌ها به نام وحشی‌ها (Wildlings) یا مردمان آزاد (Free Folk) در آن ساکن شدند.
کمی بعد، انسان‌های عصر آهن از اسوس به نام اندال‌ها به وستروس حمله کردند و ایمان هفت را به همراه آوردند. پادشاهی‌های نخستین انسان‌ها یکی پس از دیگری در جنوب گردن به دست اندال‌ها افتاد و فقط شمال تسخیرنشده باقی ماند. فرزندان جنگل سلاخی شدند و از سرزمین اندل‌ها ناپدید گشتند. با گذشت زمان، هفت پادشاهی فئودالی نسبتاً پایدار در سراسر وستروس شکل گرفت، اگرچه قلمروهای آن‌ها طی چند هزار سال بعد، از طریق جنگ‌های مداوم در نوسان بود و هیچ پادشاهی برای مدت طولانی مسلط باقی نماند:
- پادشاهی شمال که توسط خاندان استارک از وینترفل اداره می‌شود
- پادشاهی جزایر و رودخانه‌ها که توسط خانه هوار از هارنهال اداره می‌شود
- پادشاهی کوه و دره که توسط خاندان آرین از ایر اداره می‌شود
- پادشاهی سنگ که توسط خاندان لنیستر از کسترلی راک اداره می‌شود
- پادشاهی طوفان که توسط خاندان دوراندون از پایان طوفان اداره می‌شود
- پادشاهی ریچ که توسط خاندان گاردنر از باغ بالا اداره می‌شود
- شاهزاده‌نشین دورن که توسط خاندان مارتل از پیکان خورشید اداره می‌شود.

سیصد سال پیش از شروع رمان‌ها، رئیس اژدهاسوار خاندان تارگرین، اگون جهانگشا و دو خواهر-همسرش ویسنیا و رینیس، که نیاکانشان یک سده پیش، از والریا به سنگ اژدها (Dragonstone) مهاجرت کرده بودند، به سرزمین اصلی وستروس حمله کردند و ارتش خود را در دهانه رود آب سیاه (Blackwater) فرود آوردند. این سه یک جان‌پناه موقت به نام «قلعه اگون» (Aegonfort) را بنا کردند که بعداً به پایتختی بزرگ معروف به بارانداز پادشاهی تبدیل شد. ارتش تارگرین با کمک سه اژدهای آتشین مهیب خود، شش پادشاهی از هفت پادشاهی را از طریق فتح یا پیمان تحت سلطه خود درآوردند و سه خاندان از هفت خانه حاکم (دوراندون، هوار و گاردنر) را از بین بردند. فقط دورن سرکش برای دویست سال دیگر از طریق مقاومت چریکی نامتقارن مستقل ماند، تا اینکه سرانجام از طریق ازدواج اتحادی توسط پادشاه دیرون دوم، تحت حکومت تخت آهنین قرار گرفت. تارگرین‌ها تخت آهنین را از شمشیرهای دشمنان شکست‌خورده خود با آتش اژدها ساختند. آن‌ها همچنین مناطق زمینی سرزمین‌های رودخانه و طوفان اطراف خلیج آب سیاه را به عنوان سرزمین‌های تاج، به سرزمین خود ضمیمه کردند. خاندان تارگرین تقریباً سه سده به عنوان تنها سلطنت هفت پادشاهی حکومت کرد تا اینکه توسط شورشی به رهبری رابرت براتیون در سال ۲۸۳ پس از فتح سرنگون شد.
مارتین نام وستروس را از منطقه وستر راس در اسکاتلند گرفته‌است.

### شمال
شمال از نیمه شمالی هفت پادشاهی تشکیل شده‌است و توسط خاندان استارک از قلعه خود در وینترفل اداره می‌شود. شمال دارای جمعیتی پراکنده‌است، اما تقریباً به اندازه مجموع شش پادشاهی دیگر مساحت دارد. مارتین شمال را با اسکاتلند مقایسه کرده‌است. آب‌وهوای آن به‌طور کلی سرد است و زمستان‌های سخت و برف‌های ملایم بدون توجه به فصل در آن رایج است. فراتر از دیوار در شمال دور، آب و هوا قطبی با برف سنگین است، در حالی که در جنوب، معتدل‌تر و با باران بیشتر است. مرز شمالی منطقه «هدیه جدید» (New Gift) نام دارد، زمینی به عرض ۵۰ لیگ که در اختیار نگهبانان شب است.
باریکه‌ای از باتلاق‌ها به نام گردن، شمال را از جنوب جدا می‌کند. این مکان محل زندگی مردان کوتاه‌قد و مرداب‌نشین است که توسط خاندان رید از دیده‌بان آب‌خاکستری (Greywater Watch)، پرچمداران وفادار خاندان استارک اداره می‌شوند. زمین‌های سخت تالاب گردن که مورد هجوم تمساحان درنده است، تنها گذرگاه خشکی را به میان‌گذری که توسط دژ تقریباً نفوذناپذیر خاکریز کلین (Moat Cailin) اداره می‌شود، محدود می‌کند که از شمال در برابر تهاجم زمینی از جنوب محافظت می‌کند. شهر بندرگاه سفید (White Harbor)، واقع در دهانه رودخانه کارد سفید (White Knife)، بندری پررونق و پنجمین شهر بزرگ در هفت پادشاهی است.
نام خانوادگی برف (Snow) به فرزندان نامشروعی که از والدینی نجیب‌زاده در شمال به دنیا می‌آیند، داده می‌شود.

#### وینترفل
وینترفل قلعه اجدادی خاندان استارک و مرکز سیاسی شمال است. این شهر آب‌وهوایی سرد و نیمه‌قطبی با زمستان‌هایی برفی و تابستان‌هایی خنک دارد. این قلعه بر روی یک چشمه آب‌گرم طبیعی ساخته شده‌است که آب سوزان آن در داخل دیوارهای قلعه جاری می‌شود و تالارها و اتاق‌های آن و همچنین گلخانه گوشه شمال غربی آن را گرم می‌کند. چندین استخر روباز در آن نیز وجود دارد که آب گرم را در داخل جنگل خدایان (godswood) جمع می‌کند. چشمه آب‌گرم از یخ‌زدگی زمین نیز جلوگیری می‌کند. قلعه دارای دخمه‌های عمیقی به نام «دخمه» (crypt) است، که در آن اجساد استارک‌های متوفی در پشت مجسمه‌هایی به شکل آن‌ها با یک گرگ در جلوی پایشان و شمشیرهایشان در دستانشان دفن می‌شوند. این مقبره‌ها از زمانی که پادشاهان قدیمی شمال که به پادشاهان زمستان معروف بودند، استفاده می‌شدند. آن‌ها پیش از ورود آندال‌ها حکومت می‌کردند.

#### دیوار

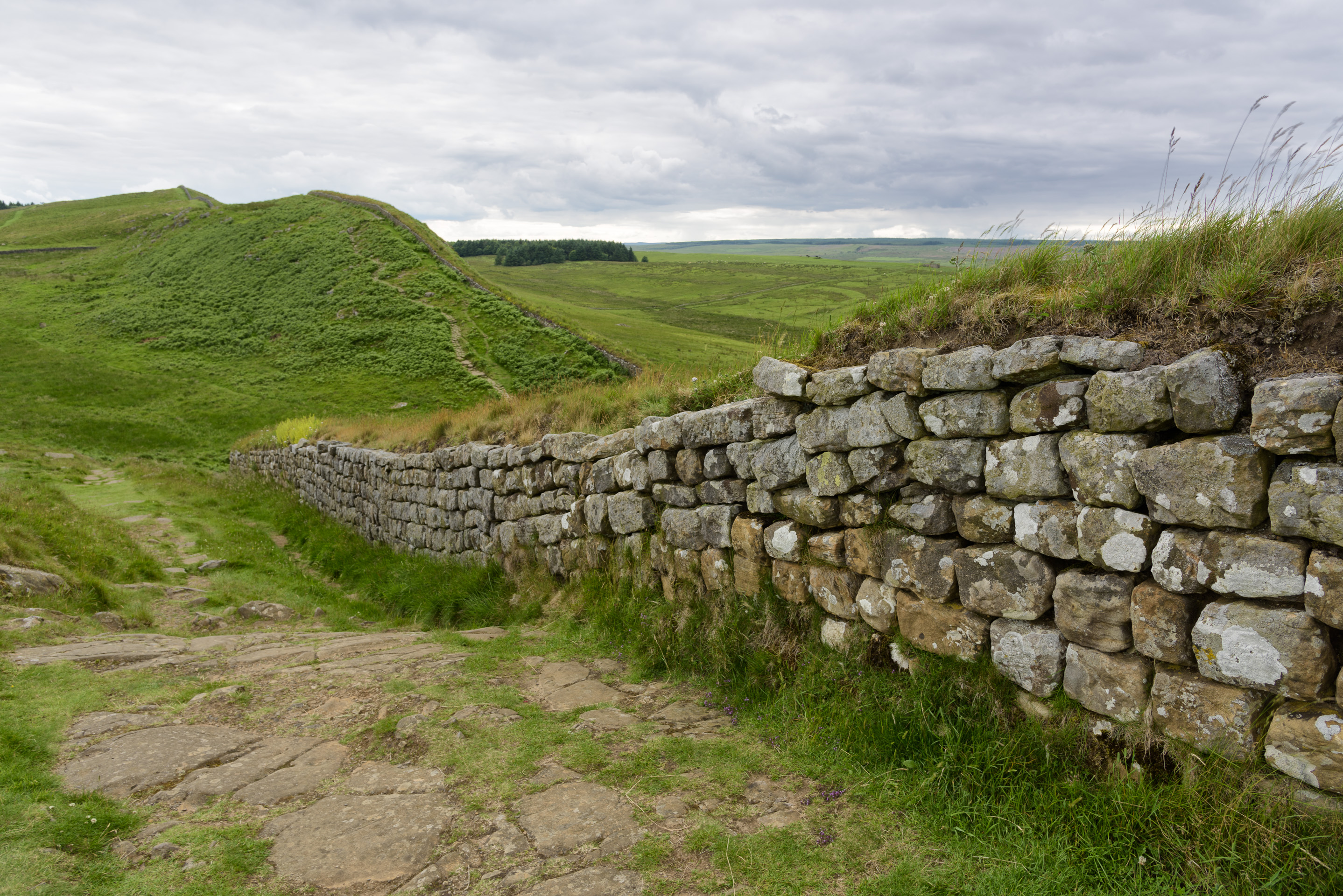
مجموعه دیوار در یخ و آتش از دیوار هادریان در شمال انگلستان الهام گرفته شده‌است.

دیوار یک سازه بزرگ از سنگ، یخ و جادو در مرز شمالی هفت پادشاهی است. اینجا قرارگاه نگهبانان شب است، برادرانی که سوگند یاد کرده‌اند از قلمرو انسان‌ها در برابر تهدیدات آن سوی دیوار محافظت کند.
دیوار از بازدید مارتین از دیوار هادریان در شمال انگلستان نزدیک به مرز اسکاتلند الهام گرفته شده‌است. مارتین با نگاهی به تپه‌ها به این فکر کرد که یک افسر رومی اهل مدیترانه با ندانستن تهدیدهایی ممکن است از شمال به وجود بیاید، چه احساسی خواهد داشت. این تجربه به قدری عمیق بود که یک دهه بعد، در سال ۱۹۹۱، او می‌خواست «داستانی دربارهٔ مردمانی که از انتهای جهان محافظت می‌کنند» بنویسد و در نهایت «چیزهایی که از شمال [تخیلی] بیرون می‌آیند خیلی وحشتناک‌تر از اسکاتلندی‌ها یا پیکت‌ها بود.»
مارتین اندازه، درازا و ماهیت جادویی دیوار را برای خواسته‌های ژانر تنظیم کرد. فصل‌های جان اسنو در کتاب درازای آن را تقریباً ۴۸۰ کیلومتر و بلندای آن را ۲۱۰ تا ۲۷۰ متر در نقاط دارای بلوک‌های فونداسیون بزرگ‌تر توصیف می‌کنند. بالای آن به اندازه‌ای پهن است که ده‌ها شوالیه سوار بر اسب بر آن حضور داشته باشند (تقریبا ۱۰ متر)، در حالی که پایه آن چنان ضخیم است که دروازه‌های دیوار بیشتر شبیه تونل‌هایی هستند که در میان یخ قرار دارند.
افسانه‌های رمان ادعا می‌کنند که نخستین انسان‌ها، یا به‌طور خاص براندون سازنده با کمک احتمالی فرزندان جنگل و غول‌ها، این دیوار را حدود ۸٬۰۰۰ سال پیش از وقایع سریال ساخته‌اند.
دیوار از آن زمان توسط نگهبانان شب نگهداری می‌شود تا از قلمرو انسان‌ها در برابر تهدیدات آن سوی دیوار، در ابتدا دیگران، و بعداً در برابر حملات وحشی‌ها محافظت کنند.
نواری از زمین که به «هدیه» معروف است با درازای ۵۰ لیگ (حدود ۲۴۰ کیلومتر) در جنوب دیوار، هزاران سال پیش برای کشاورزی به عنوان اقساط مادام‌العمر در اختیار نگهبانان شب قرار گرفت. در بازی تاج‌وتخت، از نوزده قلعه ساخته شده در امتداد دیوار، تنها سه قلعه هنوز سرنشین دارند: سیاه دژ (Castle Black) با ۶۰۰ مرد، و برج سایه (Shadow Tower) و دیده‌بان شرقی کنار دریا (Eastwatch-by-the-Sea) هر کدام با ۲۰۰ مرد. بخش‌هایی از سیاه دژ به ویرانه تبدیل شده‌است.

#### آن سوی دیوار

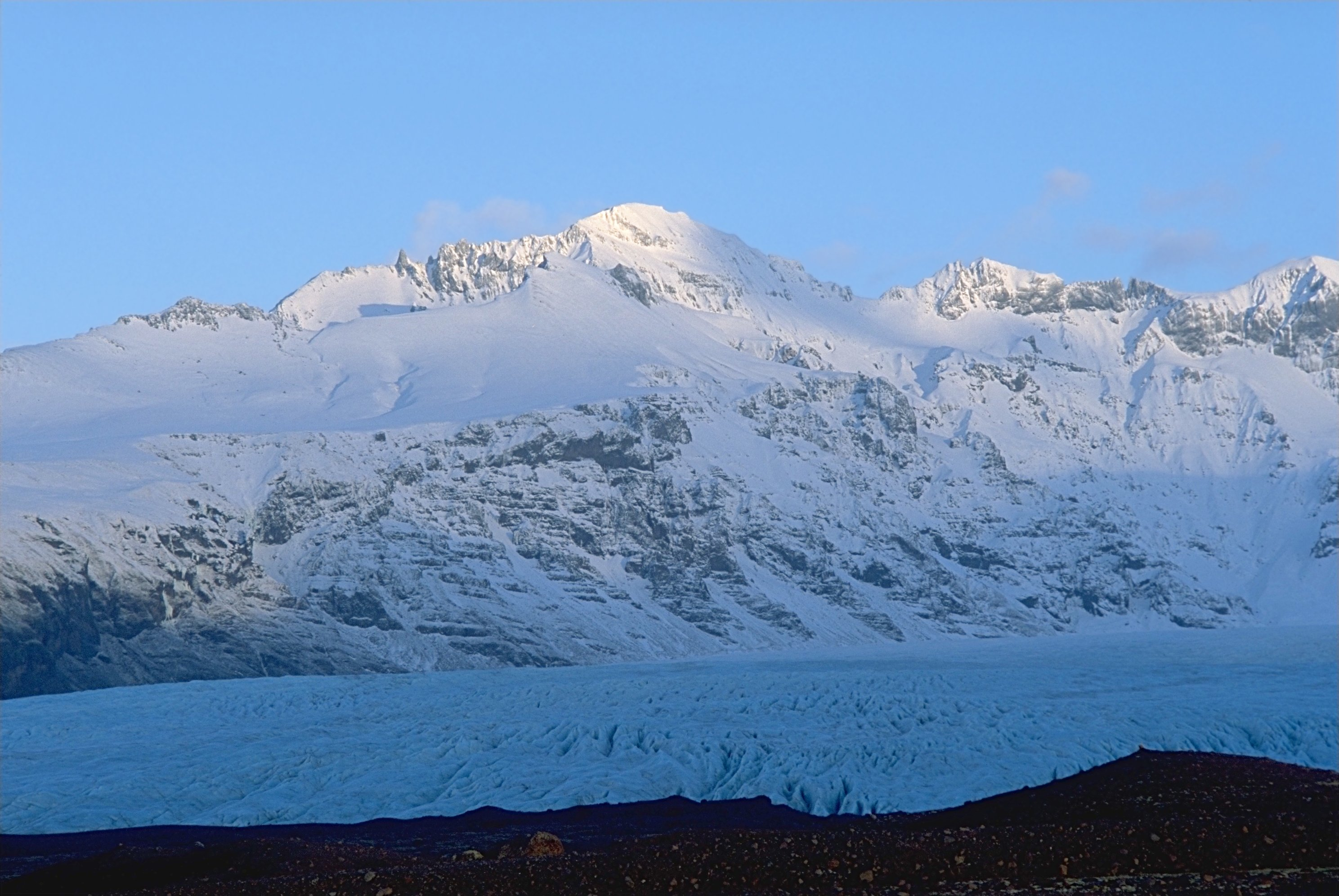
فصل ۲ اقتباس تلویزیونی صحنه‌هایی را در شمال دیوار نشان می‌دهد که در یخچال واختنایوکوت در ایسلند فیلم‌برداری شده‌است.

جنگ پادشاهان داستان را به سرزمین‌های آن سوی دیوار می‌برد. اقتباس تلویزیونی از ایسلند به عنوان محل فیلمبرداری سرزمین‌های آن سوی دیوار استفاده کرد. مارتین که هرگز به ایسلند نرفته‌است، گفت آن سوی دیوار به‌طور قابل توجهی بزرگتر از ایسلند است و نزدیکترین منطقه به دیوار جنگلی انبوه است، بنابراین از این نظر بیشتر شبیه کانادا است –  خلیج هادسون یا جنگل‌های کانادا در شمال میشیگان. سپس هرچه بیشتر و بیشتر به سمت شمال می‌روید، پوشش گیاهی تغییر می‌کند. ابتدا وارد میدان‌های توندرا و یخچالی می‌شوید و جلوتر به یک محیط قطبی تبدیل می‌شود. شما در یک طرف دشت و در طرف دیگر رشته کوه‌های بسیار بلندی دارید. البته، یک بار دیگر این یک فانتزی است، بنابراین کوه‌های من بیشتر شبیه هیمالیا هستند. مارتین در یکی از فیلم‌های اچ‌بی‌او بیان کرد که سرزمین‌های آن سوی دیوار بخش بزرگی از وستروس را تشکیل می‌دهند که تقریباً به اندازه کانادا است. دره تن (Thenn) یکی از این مکان‌ها در آن سوی دیوار است که سرزمین‌های همیشه زمستان در شمال آن قرار دارد؛ جایی که دیگران از آنجا آمده‌اند.

### جزایر آهن
جزایر آهن گروهی متشکل از هفت جزیره در غرب وستروس هستند - پایک (Pyke)، ویک بزرگ (Great Wyk)، ویک کهنه (Old Wyk)، هارلا (Harlaw)، سالت‌کلیف (Saltcliffe)، بلک‌تاید (Blacktyde) و اورک‌مونت (Orkmont) - در خلیج مرد آهنی در سواحل غربی این قاره. این جزایر که توسط خاندان گریجوی از پایک اداره می‌شود، به عنوان سرزمینی برهنه و بایر توصیف می‌شوند، با آب و هوای محلی «بادخیز، سرد و مرطوب». اعضای این ملت دریانورد در بقیه وستروس به عنوان مرد آهنی و برای خود به نام آهن‌زاده شناخته می‌شوند. به فرزندان نامشروع متولد شده در جزایر آهن نام خانوادگی پایک داده می‌شود.
مردان آهنین برای حملات شدید «وحشت دریاها» نامیده می‌شوند. آن‌ها خدای غرق‌شده را می‌پرستند، که «آن‌ها را واداشت تا بخوانند و تجاوز کنند، پادشاهی بسازند و نامشان را با آتش و خون و ترانه بنویسند». ضمیمه بازی تاج‌تخت به طور خلاصه بیان می‌کند که مردان آهنین زمانی بر سرزمین رودخانه‌ها و بیشتر سواحل غربی وستروس حکومت می‌کردند. هنگامی که اگون جهانگشا خط جانشینی هارن سیاه را از بین برد، خاندان گریجوی را به عنوان حاکمان جدید مردان آهنین انتخاب کرد.

#### پایک

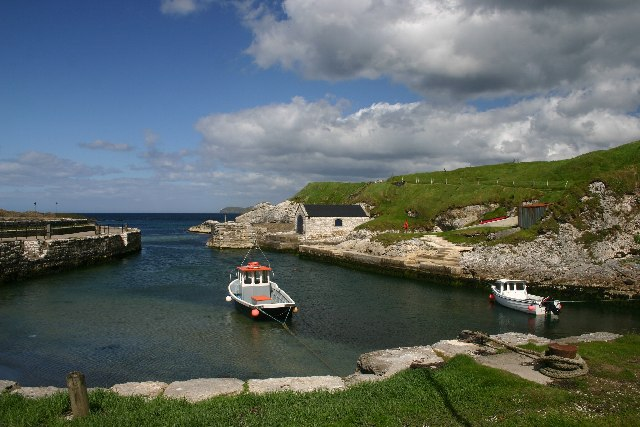
برای اقتباس تلویزیون، بندر بالینتوی در ایرلند شمالی به عنوان بندر پیک انتخاب شده‌است.

پایک مقر خاندان گریجوی است. اقتباس تلویزیونی صحنه‌های بندر پایک را در بندرگاه لوردزپورت در بندر بالینتوی، در شهرستان آنتریم ایرلند شمالی فیلم‌برداری کرد. دریا بخش زیادی از صخره‌ای را که در ابتدا پایک روی آن قرار داشت فرسوده کرده‌است، بنابراین قلعه در حال حاضر بیشتر از یک دیده‌بان در جزیره اصلی و برج‌های کوچک‌تری بر روی صخره‌هایی که توسط دریا احاطه شده‌اند، تشکیل شده‌است.

#### ویک کهنه
ویک کهنه کوچک‌ترین و مقدس‌ترین جزیره در جزایر آهن است. جایی است که کینگزموت برگزار می‌شود، و پادشاه خاکستری یک اژدهای دریایی به نام ناگا را کشت و از استخوان‌هایش دربار خود را ساخت.

### سرزمین‌های رودخانه
سرزمین‌های رودخانه یا ریورلندز (Riverlands) نواحی پرجمعیت و حاصلخیزی در اطراف انشعابات رودخانه سه‌شاخ (Trident) در وستروس هستند. در حالی که آن‌ها یکی از نه منطقه وستروس را تشکیل می‌دهند، موقعیت مرکزی و ویژگی‌های جغرافیایی ریورلندز، این منطقه را به یک منطقه نبرد میان پادشاهان تبدیل کرده که به جای تبدیل شدن به «هشتمین» پادشاهی، دائماً میان هفت پادشاهی دست به دست می‌شود. آن‌ها که در مرکز میان سرزمین‌های غربی، سرزمین‌های تاج، دره و شمال قرار دارند و فاقد دفاع طبیعی سایر مناطق هستند، شاهد جنگ‌های مکرر بوده‌اند. نسختین فرمانروایی که سرزمین‌های رودخانه را متحد کرد بندیکت جاستمن بود، اما سلسله جاستمن سه سده بعد از بین رفت. سپس دوراندون‌ها ریورلند را فتح کردند، اما فرمانروایی آن را به هاروین هوار «سخت‌دست»، پادشاه جزایر آهن از دست دادند. در زمان فتح اگون، سرزمین‌های رودخانه توسط نوه هاروین، هارن سیاه، پادشاه جزایر آهن، اداره می‌شد و تالی‌ها نجیب‌زادگان محلی بودند که با پیوستن به اگون جهانگشا علیه او شورش کردند. همانند آداب و رسوم وستروسی برای دادن نام خانوادگی به حرامزاده‌ها که ریشه آن‌ها را نشان می‌دهد، به فرزندان نامشروعی که در سرزمین‌های رودخانه متولد می‌شوند نام خانوادگی رودها (Rivers) داده می‌شود.

#### هارنهال
هارنهال (Harrenhal) یک قلعه ویران شده بزرگ و محل بسیاری از رویدادهای مهم در رمان‌ها است. هارنهال توسط هارن سیاه، پس از فتح ریورلند ساخته شد و او قصد داشت آن را به بزرگ‌ترین استحکامات ساخته‌شده در وستروس تبدیل کند. این قلعه به قدری بزرگ توصیف شده‌است که برای نگهبانی از آن به یک ارتش کامل نیاز بود. تالار بزرگ آن دارای ۳۵ اجاق و هزاران جایگاه بود. مدت کوتاهی پس از تکمیل قلعه، اژدهای اگون جهانگشا، هارن، پسرانش و کل ارتشش را با آتش زدن قلعه کشتند.
از آن زمان، ویرانه‌های قلعه توسط خاندان‌های مختلفی اشغال شد که در نهایت همه آن‌ها منقرض شدند. در نتیجه، مردم وستروس معتقدند که قلعه نفرین شده‌است. مشکلات تدارکاتی و اقتصادی ذاتی در حفظ و نگهداری چنین قلعه بزرگی باعث شده‌است که آن را به یک فیل سفید تبدیل کند. در آغاز جنگ پنج پادشاه، قلعه در حال ویرانی است و تنها بخشی از آن قابل سکونت است و توسط بانو شلا ونت که آخرین بازمانده خاندانش است، نگهداری می‌شود که او هم پس از تصرف قلعه توسط لنیسترها، از هارنهال محروم می‌شود. قلعه در طول رمان‌ها بارها دست به دست می‌شود و بسیاری از کسانی که آن را در دست دارند با پایان‌های ناخوشایندی روبرو می‌شوند.

#### ریورران
ریورران (Riverrun) دژ اجدادی خاندان تالی است. این قلعه در امتداد یکی از «چنگال‌های» رود سه‌چنگال قرار دارد و دسترسی به درون وستروس را کنترل می‌کند. این قلعه از دو طرف با رودخانه سنگ‌تنه (Tumblestone) و چنگال قرمز (Red Fork) محدود شده‌است. ضلع سوم آن بر روی یک خندق عظیم دست‌ساز قرار دارد. آن را سر اکسل تالی در زمینی که از پادشاه اندال آرمیستد ونس دریافت کرده بود، ساخته‌است.
این قلعه محل پیروزی بزرگ راب استارک بر خاندان لنیستر و محل تاج‌گذاری او است. در پایان ضیافتی برای کلاغ‌ها، بریندن تالی قلعه را به جیمی لنیستر تسلیم می‌کند تا از خونریزی بیشتر جلوگیری کند. سپس ریورران به دست آمون فری، متحد خاندان لنیستر سپرده شد.

#### دوقلوها
دوقلوها (Twins) یک قلعه بزرگ دوتایی است که در رودخانه چنگال سبز (Green Fork) قرار گرفته‌است. دو نیمه قلعه توسط پلی به هم متصل می‌شوند که تنها راه عبور رودخانه به طول صدها مایل است. دوقلوها مقر خاندان فری است که با اخذ عوارض از همه کسانی که در شش سده گذشته از آنجا عبور کرده‌اند، ثروتمند شده‌اند. از آنجایی که فری‌ها هم ثروتمند و هم پرتعداد هستند، خاندان آن‌ها یکی از قدرتمندترین خانه‌هایی است که به خاندان تالی وفادار است. موقعیت استراتژیک قلعه به خاندان فری در زمان جنگ اهمیت زیادی می‌دهد.
هنگامی که راب استارک برای ترمیم اتحاد خود با خاندان فری به دوقلوها می‌رود، فری‌ها او، مادرش و ارتشش (و در اقتباس تلویزیونی همسرش) را قتل‌عام می‌کنند: رویدادی که به «عروسی سرخ» معروف است، که رسم محلی حق مهمان را نقض می‌کند و باعث ایجاد دشمنی در سراسر هفت پادشاهی، به ویژه در سرزمین‌های رودخانه و شمال، می‌شود.

### دره آرین

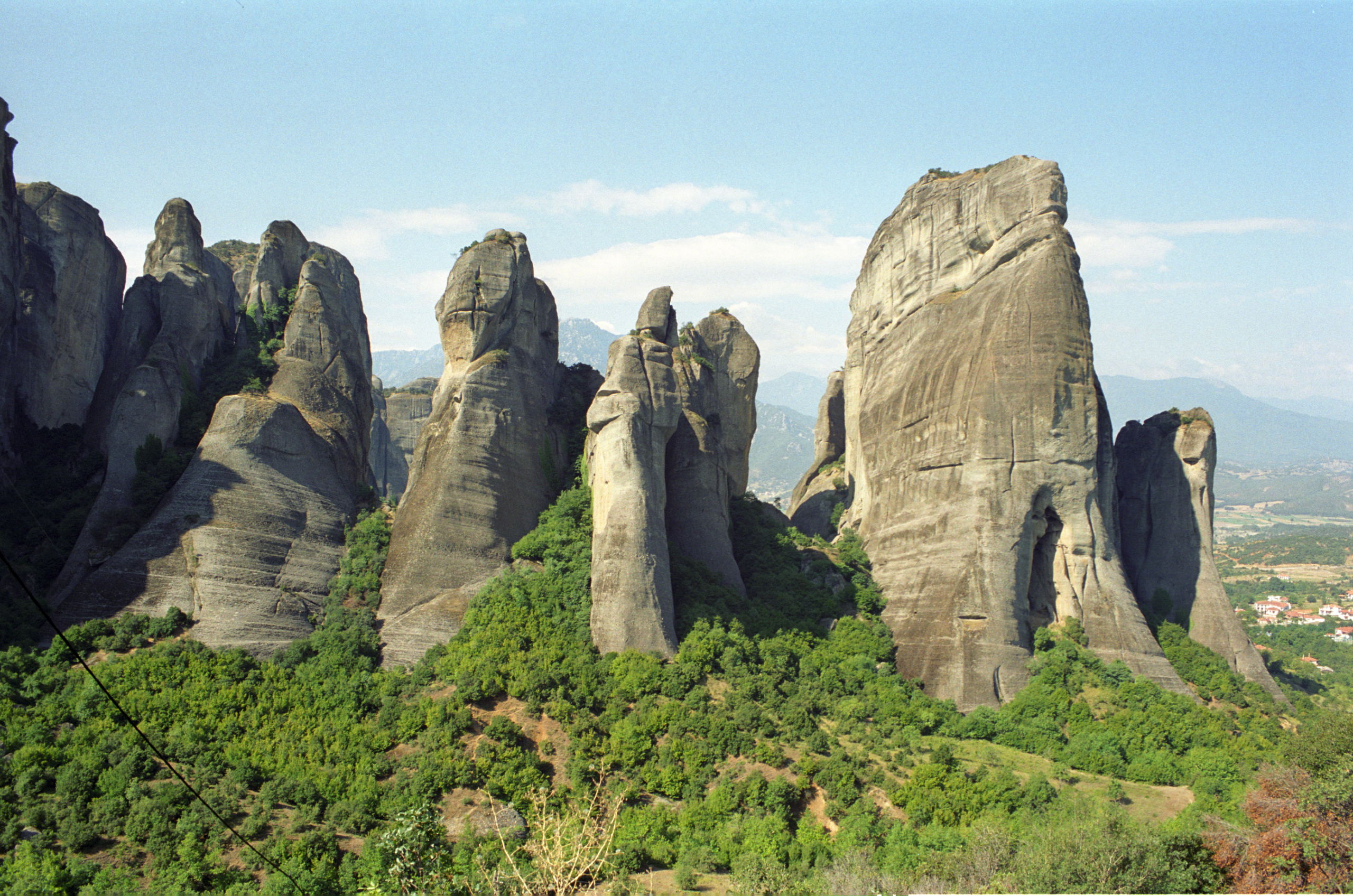
برای اقتباس تلویزیونی، از تصاویر سازندهای سنگی یونانی متئورا برای نماهای ترکیبی دره استفاده شد.

دره یا ویل (Vale) ناحیه‌ای است که تقریباً به‌طور کامل توسط کوه‌های ماه در شرق وستروس احاطه شده‌است. دره تحت فرمانروایی خاندان آرین، یکی از قدیمی‌ترین تبارهای نجیب‌زاده اندال و پادشاهان سابق کوه و دره است. جایگاه آن‌ها، ایر، قلعه‌ای است در ارتفاعات کوهستانی، کوچک اما غیرقابل تسلط. تنها راه رسیدن به ویل از طریق جاده کوهستانی مملو از حیواناتی به نام «گربه‌های سایه»، صخره‌های شیب‌دار و قبیله‌های کوهستانی خطرناک است. جاده کوهستانی به تنها ورودی ویل، دروازه خونین ختم می‌شود: یک جفت برج مراقبت دوقلو، که توسط یک پل سرپوشیده به هم متصل شده‌اند و در دامنه‌های کوه سنگی روی یک مسیر بسیار باریک قرار دارند. وجود کوه‌های اطراف به خود ویل آب و هوایی معتدل، چمنزارهای حاصلخیز و جنگل داده‌است. ذوب برف کوه‌ها و آبشار ثابتی که هرگز یخ نمی‌زند، به نام اشک آلیسا، آب فراوانی را فراهم می‌کند. ویل دارای خاک سیاه غنی، رودخانه‌هایی پهن و آرام و صدها دریاچه کوچک است. نام خانوادگی سنگ (Stone) به فرزندان نامشروع متولد شده در ویل داده می‌شود.

#### ایر

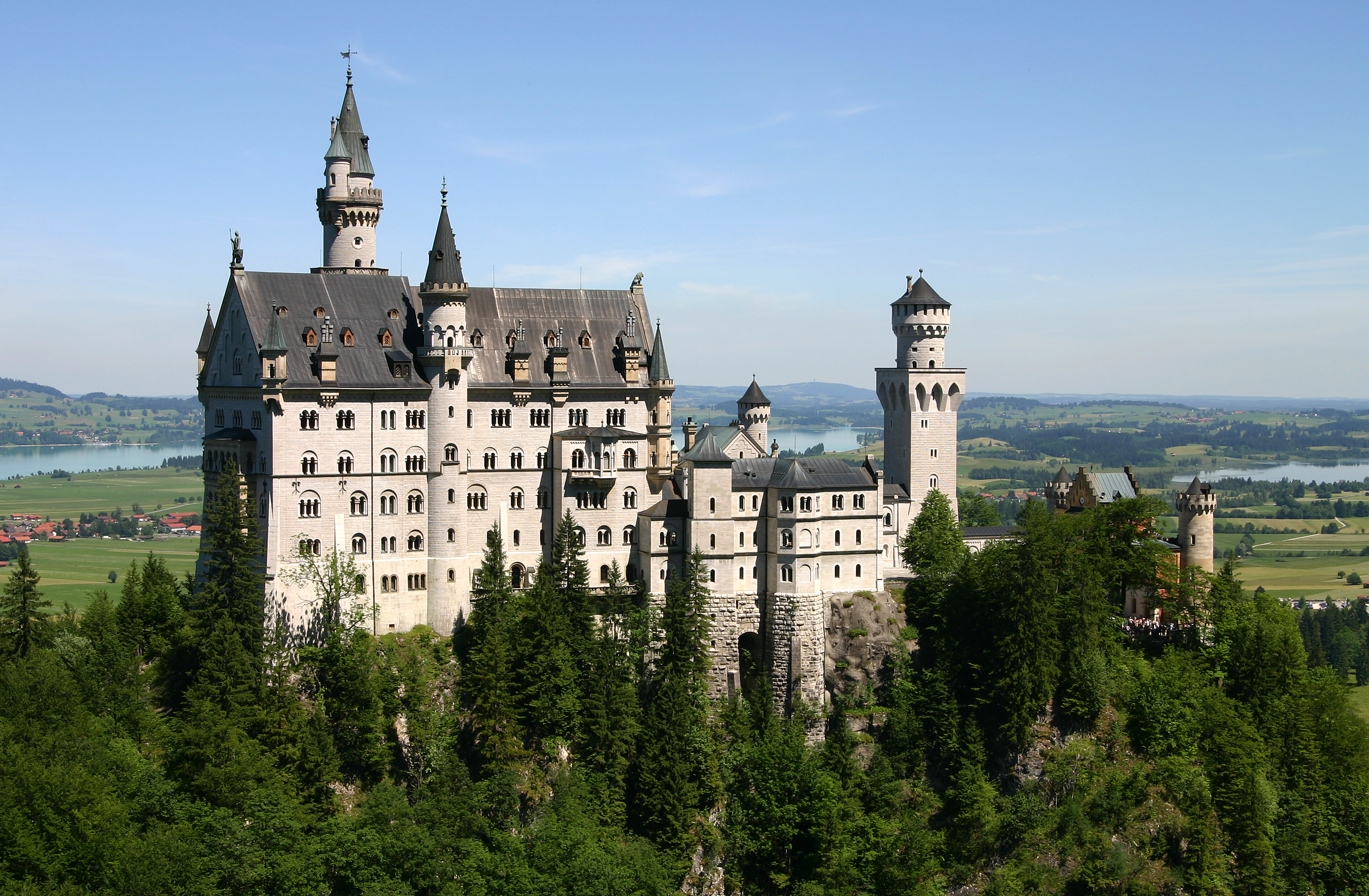
قلعه آلمانی نوی‌شوان‌شتاین که ایر از آن اقتباس گرفته شده‌است

ایر (Eyrie) مقر خاندان آرین بر اساس قلعه آلمانی نوی‌شوان‌اشتاین است. این مکان روی نیزه غول (Giant's Lance) قرار دارد و فقط از طریق یک مسیر باریک قاطررو قابل دسترسی است که توسط دروازه‌های ماه و سه قلعه کوچک به نام‌های سنگ، برف و آسمان محافظت می‌شود. مسافران باید پیش از رسیدن به مسیر باریک بالای کوه وارد دروازه‌های ماه و استحکامات بالای آن شوند. پله‌های نیزه غول به‌طور مستقیم از پشت دروازه‌های ماه شروع می‌شود. ایر به کوه می‌چسبد و ۱۸۰ متر از زمین ارتفاع دارد است. آخرین قسمت صعود به ایر چیزی شبیه به تلاقی میان دودکش و نردبان سنگی است که به ورودی سرداب ایر منتهی می‌شود. به دلیل زمستان‌های سخت کوه‌های ماه، سفر به ایر و بازگشت از طریق کوه‌ها فقط در تابستان شدنی است.
ایر کوچک‌ترین قلعه بزرگ داستان است که از هفت برج باریک تشکیل شده‌است که به‌طور محکم در کنار هم قرار گرفته‌اند. ایر هیچ اصطبل، لانه یا آهنگری ندارد، اما برج‌ها می‌توانند ۵۰۰ مرد را در خود جای دهند و انبار غله آن می‌تواند یک خانواده کوچک را برای یک سال یا بیشتر نگه دارد. ایری‌ها دام را در دسترس نگه نمی‌دارند. تمام محصولات لبنی، گوشت، میوه، سبزیجات و غیره باید از دره زیر آورده شود. زیرزمین‌های آن دارای شش چرخ بزرگ با زنجیر آهنی بلند هستند تا آذوقه و گهگاه میهمانان را از پایین به بالا بکشند. از گاوها برای بالا و پایین بردن آن‌ها استفاده می‌شود. برف زمستان می‌تواند تأمین نیازهای قلعه را غیرممکن کند. سیاه‌چال‌های ایر که به «سلول‌های آسمان» معروف هستند، از یک طرف رو به آسمان بازمی‌مانند و دارای کف‌های شیب‌دار هستند که زندانیان را در معرض خطر لیز خوردن یا غلتیدن از لبه قرار می‌دهد. اعدام‌ها در ایر از طریق درب ماه انجام می‌شود که از سالن بلندی به ارتفاع ۶۰۰ فوت باز می‌شود.
ایر از سنگ کم‌رنگی ساخته شده‌است و در درجه اول با رنگ‌های آبی و سفید خاندان آرین تزئین شده‌است. شومینه‌های فراوان، فرش‌ها و پارچه‌های مجلل گرما و راحتی را برای قلعه فراهم می‌کنند. بسیاری از اتاق‌ها گرم و راحت هستند و مناظر باشکوهی از دره، کوه‌های ماه یا آبشار دارند. برج دوشیزه شرقی‌ترین برج از هفت برج باریک است، بنابراین تمام دره از پنجره‌ها و بالکن‌های آن دیده می‌شود. مقر بانوی ایر بر روی باغی کوچک بنا شده که با گل‌های آبی و برج‌های سفید احاطه شده و باغ آن حاوی چمن و مجسمه‌های پراکنده، با مجسمه مرکزی زن گریانی که تصور می‌شود آلیسا آرین است، در اطراف بوته‌های کم ارتفاع و گل‌دار قرار دارد. اتاق‌های لرد دارای درهایی از چوب بلوط و پرده‌های مخملی است که پنجره‌های شیشه‌ای کوچک لوزی شکل آن را می‌پوشاند. تالار بالا دارای یک فرش ابریشمی آبی است که به تخت‌های چوبی حکاکی شده لرد و بانوی آرین منتهی می‌شود. کف و دیوارها از سنگ مرمر سفید شیری با رگه‌های آبی ساخته شده‌است. نور روز از طریق پنجره‌های باریک قوسی بلند در امتداد دیوار شرقی وارد می‌شود و حدود پنجاه دیوارکوب آهنی بلند وجود دارد که ممکن است مشعل‌های روشن به آن آویزان باشند.
ایر توسط لرد جان آرین فرمانروایی می‌شد که ند استارک و رابرت براتیون را پیش از شورش رابرت (که به عنوان جنگ غاصب نیز شناخته می‌شود) پرورش داد. پس از جنگ، لرد آرین به عنوان دست (نخست‌وزیر) پادشاه رابرت یکم براتیون خدمت کرد. پس از ترور لرد آرین، همسرش، بانو لیزا آرین، فرزند بیمار خود، رابین را برداشت و به ایری گریخت. لیزا از اتحاد با همه مدعیان در طول جنگ پنج پادشاه امتناع کرد، اما در نهایت پس از موافقت لرد پتیر بیلیش برای ازدواج با او، به اتحاد احتمالی با خاندان لنیستر تظاهر کرد. بعداً بیلیش، لیزا را پس از تلاش برای قتل خواهرزاده‌اش، سانسا استارک، می‌کشد. از زمان ضیافتی برای کلاغ‌ها، بیلیش در ایر به عنوان لرد محافظ و نایب‌السلطنه لرد رابین آرین بیمار و مبتلا به صرع حکومت می‌کند و قصد دارد سانسا را با هارولد هاردینگ ازدواج دهد که با مرگ رابین آرین جوان وارث ایر و ویل در منطقه خواهد شد.

### سرزمین‌های غربی
سرزمین‌های غربی یا وسترلندز (Westerlands) سرزمین‌های وستروسی در غرب ریورلندز و شمال ریچ هستند. آن‌ها توسط خاندان لنیستر از کسترلی راک (Casterly Rock) اداره می‌شوند. مردم این منطقه را اغلب «غربی» می‌نامند. لنیسپورت (Lannisport)، واقع در کنار کسترلی راک، شهر اصلی منطقه و یکی از بنادر و شهرهای بزرگ وستروس است. سرزمین‌های غربی سرشار از فلزات گرانبها (عمدتا طلا) هستند که منبع ثروت آن‌هاست. با رعایت آداب و رسوم وستروسی برای دادن نام خانوادگی به حرامزاده‌ها که نشان دهنده ریشه آن‌ها باشد، به فرزندان نامشروعی که در سرزمین‌های غربی متولد می‌شوند نام خانوادگی تپه (Hill) داده می‌شود.

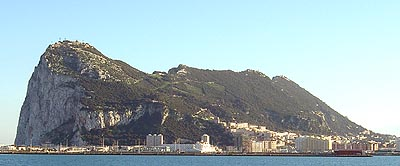
کسترلی راک از صخره جبل‌الطارق الهام گرفته شده‌است (تصویر).

قلعه کسترلی راک که از کوهی مشرف به بندر لنیسپورت و دریای فراتر از آن بنا شده‌است، مقر اجدادی خاندان لنیستر است. طبق افسانه‌های رایج، قهرمان معروف به لان باهوش، کاسترلی‌ها را فریب داد تا صخره را رها کنند و آن را برای خود گرفت. صخره به دلیل فراوانی منابع معدن طلا به عنوان ثروتمندترین منطقه مشهور است و یکی از قوی‌ترین قلعه‌های هفت پادشاهی است. این قلعه با وجود حملات جزیره‌های آهنین و نقشه‌های راب استارک در جنگ پنج پادشاه، هرگز در نبرد اشغال نشده‌است. لرد تایوین لنیستر پیش از جنگ پنج پادشاه، آن را در دست داشت، اما پس از مرگ او، ملکه نایب‌السلطنه سرسی لنیستر، یکی از پسرعموهایش را به عنوان قلعه‌بان تعیین کرد. تا رقصی با اژدهایان، روایتی دربارهٔ کسترلی راک ارائه نشده‌است، با این حال توضیحاتی از آن از دید لنیسترها ارائه شده‌است.
غرب کسترلی راک، شهر ساحلی لنیسپورت است. لنیسپورت به عنوان شهری ثروتمند و بندری پررفت‌وآمد در حال رشد است. این شهر همچنین خانه بسیاری از لنیسترهای کوچکتر و افراد دیگری با نام خانوادگی مشابه مانند لنی است.

### ریچ

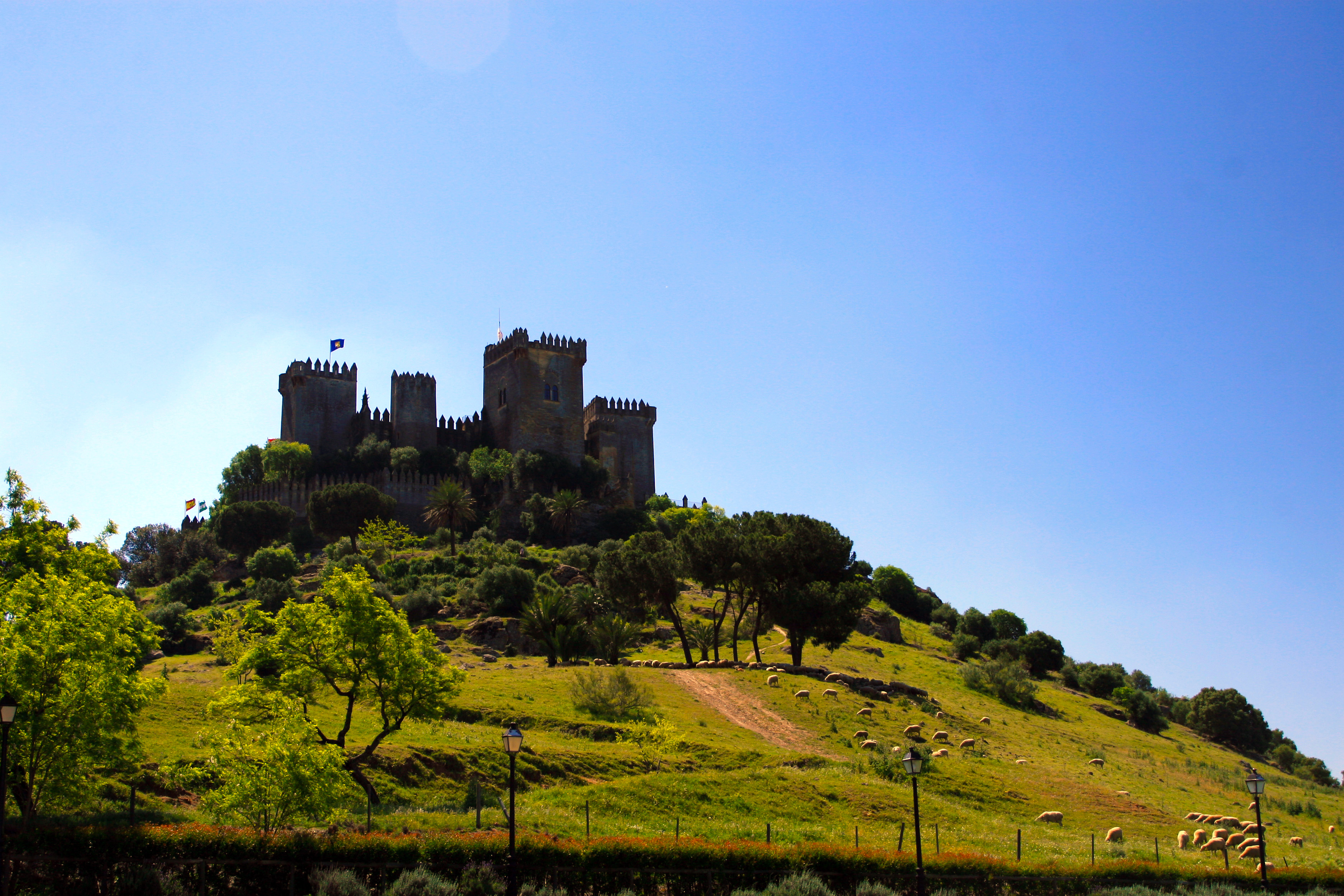
قلعه آلمودوار دل ریو در کوردوبا، اسپانیا که نماینده هایگاردن در بازی تاج و تخت بود.

ریچ منطقه جنوب غربی وستروس در امتداد دره رودهای ماندر (بزرگ‌ترین رودخانه وستروس) و شراب عسل (Honeywine) است. ریچ دومین پادشاهی بزرگ از نظر مساحت جغرافیایی است (پس از شمال) و حاصلخیزترین و پرجمعیت‌ترین منطقه وستروس به‌شمار می‌رود. ثروت و قدرت ریچ از آب و هوای گرم و آفتابی آن ناشی می‌شود که برداشت‌های فراوانی از مزارع و محبوب‌ترین شراب‌ها را به ارمغان می‌آورد. در زمان جنگ، سرزمین‌های وسیع ریچ و غذاهای فراوان آن، ساکنان خود را از قحطی و بیماری اولیه محافظت می‌کند. ریچ به عنوان خانه شوالیه‌گری در وستروس در نظر گرفته می‌شود و مکانی است که در آن به شوالیه با بیشترین احترام نگاه می‌شود، و قوانین مسابقات شوالیه‌ای سخت‌گیرانه‌ترین و مدیریت‌شده‌ترین هستند. برجسته‌ترین مرکز جمعیتی در ریچ، شهرکهنه (Oldtown) نام دارد که قدیمی‌ترین و دومین شهر و بندر بزرگ وستروس و همچنین خانه ارگ استادان و مقر مذهبی سابق ایمان هفت است که در دهانه خور شراب عسل واقع شده‌است.
ریچ از نظر تاریخی به عنوان قلمرو سبز شناخته می‌شد که توسط پادشاه ریچ از خاندان گاردندر در باغ بالا (Highgarden) اداره می‌شد. در جریان فتح اگون، آخرین پادشاه گاردنر، مرن نهم، به همراه تمام وارثان و خویشاوندانش در میدان آتش کشته شدند. خاندان تایرل، مهمانداران خاندان باغبان، باغ بالا را به اگون تسلیم کردند و به عنوان پاداش قلعه و مقام اربابان ریچ را دریافت کردند. به فرزندان نامشروع متولد شده در ریچ نام خانوادگی گل‌ها (Flowers) داده می‌شود.
در دوران سلطنت خاندان براتیون به عنوان حاکم وستروس، ریچ تنها پس از غرب غنی از معادن، دومین منطقه ثروتمند در پادشاهی هفتگانه است. در طول جنگ پنج پادشاه، در یک مانور سیاسی مهم در طول جنگ داخلی، خاندان تایرل صدها چرخ دستی غذا را در اختیار جمعیت گرسنهٔ بارانداز پادشاهی قرار می‌دهد و از وجهه مثبت خاندان تایرل و اتحاد با خاندان براتیون برای تخت آهنین اطمینان حاصل می‌کند. با این حال، تایرل‌ها در وهله اول مسئول گرسنگی بودند چرا که قحطی بخشی از برنامه آن‌ها برای کمک به رنلی براتیون مدعی برای رقابت برای تخت آهنین بود.

#### شهرکهنه

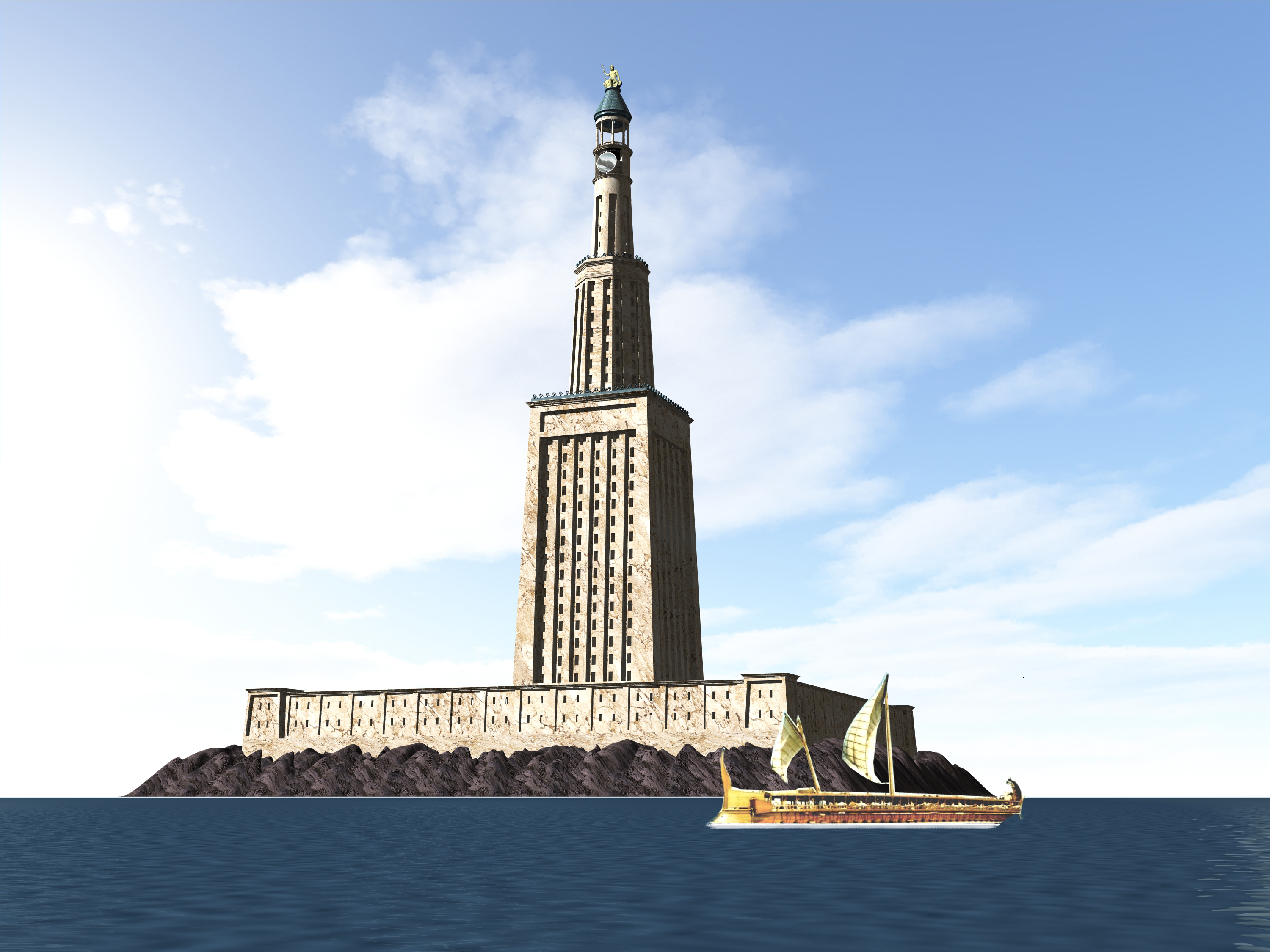
برج بلند شهرکهنه شباهت‌هایی به فانوس دریایی اسکندریه دارد (تصویر بازسازی سه‌بعدی)

شهرکهنه (Oldtown) یکی از بزرگ‌ترین شهرهای وستروس است و قدیمی‌ترین شهری است که پیش از تهاجم آندال توسط نخستین انسان‌ها ساخته شده‌است. این شهر با استقبال از آندال‌ها به جای مقاومت در برابر آن‌ها، از تهاجم جان سالم به در برد. شهرکهنه در بخش جنوب غربی وستروس، در دهانه رودخانه شراب عسل واقع شده‌است که به دریای غروب می‌ریزد.
شهرکهنه در درجه اول به عنوان مکان ارگ (Citadel) شناخته می‌شود، که محل استقرار استادان است که به عنوان مشاور، پزشک، دانشمند و پیام‌رسان برای هفت پادشاهی خدمت می‌کنند. سپت ستاره‌ای شهر تا زمان ساخت سپت بزرگ بیلور در بارانداز پادشاهی، مقر ایمان هفت بود. تاریخ سلطنت اگون جهانگشا از زمان ورود او به شهرکهنه و تصدیق او به عنوان پادشاه توسط سپتون اعظم آغاز می‌شود.
شهرکهنه دومین بندر مهم در هفت پادشاهی پس از بارانداز پادشاهی است: کشتی‌های تجاری از جزایر تابستانی، شهرهای آزاد، شهرهای شرقی و بقیه وستروس دائماً در بندرگاه‌های آن حضور دارند. خود شهر با آب و هوای گرم بسیار دلنشین توصیف شده‌است. رودخانه‌ها و کانال‌های زیادی از خیابان‌های سنگفرش شده آن عبور می‌کنند و عمارت‌های سنگی نفس‌گیر در آن فراوان هستند. این شهر فاقد افتضاح بارانداز پادشاهی است که موقعیت آن را به عنوان شهر برجسته وستروس غصب کرده‌است.
بزرگ‌ترین سازه در شهر و بلندترین سازه در وستروس، برج بلند (Hightower) است، فانوس دریایی بزرگ پلکانی که حدود ۸۰۰ فوت (۲۴۰ متر) بلندی دارد و بالای آن یک فانوس دریایی بزرگ است که می‌توان آن را تا مایل‌ها در خارج از دریا دید. اولدتاون از برج بلند توسط خاندان های‌تاور (Hightower) اداره می‌شود. آن‌ها که در اصل مستقل بودند، بعداً به گاردنرهای باغ بالا سوگند وفاداری یاد کردند و پس از فتح، دست‌نشانده تایرل‌ها شدند. های‌تاورها به وفاداری و استواری خود معروف هستند. حاکم فعلی شهر لرد لیتون هایتاور است.
شهرکهنه از جنگ پنج پادشاه دور ماند، اما در اواخر جنگ، آهن‌زادگان به رهبری پادشاه یورون گریجوی یورش عظیمی را در امتداد ساحل انجام دادند و جزایر سپر و بخش‌هایی از آربور را فتح کردند و سپس سعی کردند دهانه رود شراب عسل را مسدود کند. تلاش برای حمله به بندر شهر توسط مدافعان شهر دفع شد. شهرکهنه همچنان در معرض تهدید آهن‌زادگان قرار دارد.

### سرزمین‌های طوفان
سرزمین‌های طوفان یا استورم‌لندز (Stormlands) دماغه بزرگی میان خلیج آب سیاه (Blackwater) و دریای دورن و مناطق داخلی غربی مرتبط با دماغه است که به دلیل آب‌وهوای سخت در مناطق ساحلی این گونه نامگذاری شده‌است. این منطقه در شرق با دریای باریک همسایه است و یک خلیج بزرگ نیمه‌محصور به نام خلیج کشتی‌شکن (Shipbreaker) در پشت جزیره تارت در کرانه آن قرار دارد. این سرزمین از بارانداز پادشاهی و سرزمین‌های تاج در شمال توسط یک جنگل بزرگ معروف به جنگل شاهان (Kingswood)، از ریچ در غرب توسط سرچشمه رودخانه ماندر و از دورن در جنوب توسط کوه‌های سرخ جدا شده‌است. جنوب غربی این سرزمین منطقه‌ای مرزی است که به عنوان سرحدهای دورن (Dornish Marches) شناخته می‌شود و از لحاظ تاریخی سرزمین‌های طوفان، ریچ و دورن بر سر مالکیت آن در رقابت بودند.
پیش از فتح اگون، سرزمین‌های طوفان توسط پادشاهان طوفان خاندان دوراندون اداره می‌شدند که توسط دوران گادزگریف افسانه‌ای تأسیس شد. هنگامی که اگون جهانگشا به وستروس حمله کرد، برادر ناتنی حرامزاده او، اوریس براتیون، آخرین پادشاه طوفان را در یک دوئل به قتل رساند و با دختر او ازدواج کرد تا خاندان براتیون را تأسیس کند، که پس از آن بر سرزمین‌های طوفان حکمرانی کرد. نام خانوادگی طوفان (Storm)به فرزندان نامشروع نجیب‌زاده زاده استورملندز داده می‌شود.

#### پایان طوفان
پایان طوفان (Storm's End) مقر خاندان براتیون و پیش از آن‌ها، مقر اجدادی پادشاهان طوفان است که به هزاران سال پیش بازمی‌گردد. به گفته افسانه‌ها، نخستین پادشاه طوفان در عصر نخستین انسان‌ها، دوران بود که با النی، دختر خدای دریا و الهه باد ازدواج کرد. پدر و مادرش با عصبانیت طوفان‌های بزرگی فرستادند تا قلعه او را در هم بشکنند و مهمانان عروسی و خانواده‌اش را بکشند. پس از آن، دوران علیه خدایان اعلام جنگ کرد و چندین قلعه بر فراز خلیج کشتی‌شکن برپا کرد که هر کدام بزرگ‌تر و مهیب‌تر از گذشته بود. سرانجام قلعه هفتم سر جای خود ماند و در برابر طوفان‌ها مقاومت کرد. برخی بر این باورند که فرزندان جنگل در ساخت آن دست داشتند. دیگران پیشنهاد می‌کنند که براندون استارک، سازنده دیوار، در مورد ساخت آن به دوران توصیه کرده‌است. حقیقت ماجرا مشخص نیست.
پایان طوفان هرگز تحت محاصره یا طوفان قرار نگرفته‌است. پدافند بیرونی آن شامل یک دیوار حایل بزرگ به بلندای ۱۰۰ فوت (۳۰ متر) و ضخامت ۴۰ فوت (۱۲ متر) تا ۸۰ فوت (۲۴ متر) است. دیوار از یک رشته سنگ دوتایی با هسته داخلی ماسه و قلوه‌سنگ تشکیل شده‌است. دیوار صاف و منحنی است و سنگ‌ها آنقدر خوب قرار گرفته‌اند که باد نمی‌تواند وارد آن شود.
خود قلعه از یک برج استوانه‌ای بزرگ تشکیل شده‌است که سقف آن با باروهایی مهیب به قدری بزرگ است که به راحتی می‌تواند اصطبل‌ها، سربازخانه‌ها، زرادخانه‌ها و اتاق‌های ارباب را در خود جای دهد. اگرچه پایان طوفان هرگز در نبرد قرار نگرفته، اما در تاریخ اخیر چندین محاصره و نبرد را تحمل کرده‌است. آخرین پادشاه طوفان، آرگیلاک متکبر، پدافند چشمگیر خود را برای ملاقات با فرمانده تارگرین، اوریس براتیون، در طول نبردی در جنگ فتح اگون تارگرین، رها کرد و شکست خورد. این باعث شد که اوریس براتیون با دختر آرگیلاک ازدواج کند و تبدیل به لرد پایان طوفان شود.
در طول جنگ غاصب، پایان طوفان به مدت یک سال توسط میزبان لرد میس تایرل، که فرماندهی نیروهای زمینی را بر عهده داشت، محاصره شد، در حالی که ناوگان آربور پکستر ردواین راه قلعه را از طریق دریا قطع کرد. استنیس براتیون که فرماندهی دفاع را بر عهده داشت، از تسلیم شدن خودداری کرد و مردانش شروع به خوردن موش کردند. قاچاقچی به نام داووس از محاصره فرار کرد تا دوباره قلعه را تأمین کند و استنیس پاداش او را با دادن لقب شوالیه و زمین به او داد و به این ترتیب او خاندان سی‌ورت را تأسیس مرد، اما همچنین به عنوان مجازات تمام قاچاق‌های قبلی خود، نوک انگشتان دست چپ خود را قطع کرد. پس از جنگ، استنیس زمانی که برادرش رابرت (که اکنون پادشاه است) قلعه را به برادر کوچکترشان رنلی داد و استنیس را به فرماندهی سنگ اژدها (Dragonstone) منصوب کرد، عصبانی شد. این منجر به سال‌ها سردی روابط از سوی استنیس شد.
در طول جنگ پنج پادشاه، پایان طوفان از رنلی حمایت کرد و زمانی که او تلاش کرد حکومت را غصب کند، توسط استنیس محاصره شد. هنگامی که قلعه‌بان، کورتنی پنروز، حتی پس از مرگ رنلی حاضر به تسلیم قلعه نشد، توسط متحد استنیس، کشیش ملیساندر، کشته و قلعه تسلیم شد. بعداً قلعه توسط ارتشی قوی به فرماندهی میس تایرل محاصره شد، اما او پس از چند هفته محاصره را رها کرد تا پس از دستگیری دخترش مارجری توسط سپتون بالا، به بارانداز پادشاهی بازگردد. چنانچه از رقصی با اژدهایان بر می‌آید، قلعه در دست استنیس براتیون باقی مانده‌است.
در پایان رقصی با اژدهایان، ارتشی به رهبری جان کانینگتون و مرد جوانی که ادعا می‌کند اگون تارگرین، پسر ریگار تارگرین و الیا مارتل و وارث تخت آهنین است، به سرزمین‌های طوفان وارد می‌شوند. اگون برای جلب حمایت قصد دارد تا پایان طوفان را فتح کند و پرچم خاندان تارگرین را بر فراز باروها بالا ببرد.

### سرزمین‌های تاج
سرزمین‌های تاج یا کراون‌لندز (Crownlands) سرزمین‌هایی در وستروس هستند که در اطراف بارانداز پادشاهی قرار دارند و مستقیماً توسط تخت آهنین اداره می‌شوند. پادشاهان تارگرین این منطقه را به عنوان یکی از نه منطقه وستروس، پس از فتح هفت پادشاهی، از قطعات کم جمعیت سرزمین‌های رودخانه و سرزمین‌های طوفان تحت مالکیت گرفتند. کراون‌لندز کل خط ساحلی خلیج آب سیاه را تشکیل می‌دهد و سرزمین اصلی تارگرین‌ها را در جزیره سنگ اژدها در ورودی دریای باریک به خلیج آب سیاه شامل می‌شود. علاوه بر بارانداز پادشاهی، که بزرگ‌ترین شهر وستروس است، سرزمین‌های تاج شامل شهرها و قلعه‌های بسیاری نیز می‌شوند. نام خانوادگی آب‌ها (Waters) به فرزندان نامشروعی که در کراون‌لندز به دنیا می‌آیند، داده می‌شود.

#### سنگ اژدها
سنگ اژدها زمانی غربی‌ترین پاسگاه آزاد باستانی والریا بود. یک سده پیش از نابودی والریا، خانواده تارگرین به سنگ اژدها نقل مکان کردند. هنگامی که عذاب بر والریا رسید، خاندان تارگرین به همراه آخرین اژدهایان والریایی جان سالم به در بردند. یک سده بعد، اگون تارگرین و خواهرانش رینیس و ویسنیا لشکرکشی عظیمی برای فتح وستروس به راه انداختند و در نهایت تمام وستروس به جز دورن و شمال دیوار را فتح کردند. فرزندان اگون سده‌ها به عنوان پادشاهان هفت پادشاهی سلطنت کردند.
دراگون استون قلعه‌ای بزرگ و متروکه است که بخش بزرگی از جزیره‌ای به همین نام را اشغال می‌کند. این قلعه از این جهت منحصر به فرد است که سازندگان و جادوگران والریا برج‌های آن را تراشیده‌اند و به شکل اژدها درآورده‌اند. سطوح پایینی قلعه با فعالیت‌های آتشفشانی باقی‌مانده در اعماق زیر بنا گرم می‌شود. در خارج از قلعه یک بندر و شهر کوچک وجود دارد.
در طول جنگ غاصب، پیش از غارت بارانداز پادشاهی، ملکه ریلا تارگرین که باردار بود و پسرش ویسریس همراه با بخشی از ناوگان تارگرین و گردانی از سربازان وفادار به دراگون استون فرستاده شدند. پس از سقوط بارانداز پادشاهی، رابرت براتیون، برادرش استنیس را برای تصرف دژ جزیره فرستاد. پس از اینکه طوفان ناوگان سلطنتی را نابود کرد، سربازها در تلاش بودند تا به ویسریس و خواهر نوزادش، دنریس، خیانت کند (ملکه در هنگام زایمان مرده بود). اما وفاداران تارگرین به رهبری سر ویلم دری بچه‌ها را فراری دادند. استنیس به راحتی سنگ اژدها را فتح کرد و پادشاه رابرت مالکیت قلعه را به او اعطا کرد. استنیس احساس حقارت می‌کرد زیرا برادر کوچکترش رنلی کمی بعد پایان طوفان، مقر باستانی خاندان براتیون را به ارث برد. سر اکسل فلورنت، یکی از عموهای همسر استنیس، سلیسه فلورنت، نقش قلعه‌بان را بر عهده داشت.
پس از مرگ رابرت، استنیس خود را پادشاه هفت پادشاهی اعلام کرد و فرزندان ملکه را همان‌طور که با جان آرین این واقعیت را کشف کرده بود، به عنوان حرامزاده‌هایی که از زنای با محارم متولد شده بودند، محکوم کرد. سنگ اژدها مقر اصلی او شد. او پس از نبرد فاجعه بار آب سیاه به آنجا بازگشت. مشاور او، کشیش سرخ ملیساندر اهل آشای، سعی کرد او را متقاعد کند که به او اجازه دهد «اژدهای سنگی» قلعه را از طریق جادوی خون بزرگ کند، اما لرد داووس سی‌ورت استنیس را متقاعد کرد که به سمت شمال و دیوار برود تا به نگهبان شب کمک کند. پس از اینکه استنیس دراگون استون را رها کرد و حرامزاده نایت‌سونگ به نام رولند استورم را به عنوان قلعه‌بان رها کرد، ملکه نایب‌السلطنه سرسی لنیستر ناوگانی را برای گرفتن آن اعزام کرد. با این حال، سر لوراس تایرل، که برای آزادی ناوگان برای محافظت از دژ خود در باغ بالا بی‌تاب بود، مستقیماً به سنگ اژدها حمله کرد. او قلعه را گرفت اما هزار مرد را از دست داد و بنا بر گزارش‌ها خودش به شدت مجروح شد. در رقصی با اژدهایان، سنگ اژدها اکنون توسط نیروهای وفادار به خانه تایرل کنترل می‌شود و از نظر تئوری، باری دیگر تحت کنترل تخت آهنین است.

#### بارانداز پادشاهی
بارانداز پادشاهی یا کینگزلندینگ (King's Landing) پایتخت سلطنتی وستروس و هفت پادشاهی است. بارانداز پادشاهی حدود ۱ میلیون نفر جمعیت دارد که آن را به پرجمعیت‌ترین شهر وستروس تبدیل می‌کند. این شهر در رودخانه آب سیاه در محلی که اگون جهانگشا در وستروس فرود آمد تا فتح خود را آغاز کند، واقع شده‌است. شهر اصلی توسط دیواری احاطه شده‌است که توسط نگهبانان شهر بارانداز پادشاهی نگهبانی می‌شود، که به خاطر رداهایی که می‌پوشند ردا طلایی‌ها نام دارند. در داخل دیوارها، چشم‌انداز طبیعی شهر زیر سه تپه است که به نام اگون و دو خواهر-همسرش رینیس و ویسنیا نامگذاری شده‌اند. اقشار فقیرتر (عوام) در خارج از شهر در زاغه‌نشین‌هایی زندگی می‌کنند. بارانداز پادشاهی بسیار پرجمعیت اما ناخوشایند و کثیف توصیف شده‌است. بوی بد زباله‌های شهر را می‌توان بسیار فراتر از دیوارهای آن استشمام کرد و شکاف گسترده‌ای میان طبقه فقیر و نخبگان ثروتمند شهر وجود دارد.
قلعه سلطنتی به نام قلعه سرخ (Red Keep) در تپه اگون قرار دارد و مقر دربار سلطنتی است. تخت آهنین در قلعه قرار دارد. اگون تخت را از شمشیرهای دشمنان شکست‌خورده‌اش ساخت. طبق افسانه‌ها، او تیغه‌ها را تیز نگه می‌داشت، زیرا معتقد بود هیچ حاکمی هرگز نباید راحت بر آن بنشیند. سده‌ها بعد، پادشاهان هنوز توسط تخت آسیب می‌دیدند. این یک باور رایج است که کسی که خود از تخت زخمی بر او می‌نشیند، توسط تخت «رد» شده‌است و بنابراین شایسته حکومت نیست.
این شهر همچنین محل سپت بزرگ بیلور است، جایی که بزرگان مذهبی با سپتون اعظم تشکیل جلسه می‌دهند. این مقدس‌ترین سپت آیین هفت است. محله‌های فقیرنشین کَک پایین (Flea Bottom) نامیده می‌شوند، جایی که ساکنان آن به قدری فقیر هستند که مرتباً با «کاسه‌های قهوه‌ای» سر می‌کنند، یک خورش اسرارآمیز که می‌تواند شامل گوشت توله سگ‌ها و انسان‌های کشته‌شده باشد. بارانداز پادشاهی دارای آب و هوای معتدل و مدیترانه‌ای با تابستان‌های طولانی، گرم، آفتابی و زمستان‌های معتدل است، اگرچه گاهی اوقات در آن برف می‌بارد.
مارتین کینگز لندینگ را با پاریس یا لندن قرون وسطی مقایسه کرد. این شهر از منظره استتن آیلند از خانه دوران کودکی او در بایون، نیوجرسی الهام گرفته شده‌است.

### دورن

قلعه زفرا در گوادالاخارا، اسپانیا که برج شادی در دورن را در بازی تاج‌وتخت به تصویر کشیده‌است.

دورن جنوبی‌ترین و کم‌جمعیت‌ترین سرزمین وستروس است. پایتخت آن، پیکان خورشید (Sunspear) مقر خاندان حاکم مارتل است. از پنج کتاب اول، دوران نیمروس مارتل شاهزاده دورن و ارباب پیکان خورشید است. خواهر دوران، شاهدخت الیا، در یک اتحاد سیاسی با شاهزاده ریگار تارگرین، شاهزاده سنگ اژدها و وارث تخت آهنین ازدواج کرد. آن‌ها دو فرزند داشتند، یک دختر به نام رینیس و یک پسر به نام اگون. در خلال غارت بارانداز پادشاهی در پایان شورش رابرت، شاهدخت الیا توسط گرگور کلگان، پرچمدار خاندان لنیستر، مورد تجاوز قرار گرفت و به قتل رسید. فرزندانش نیز جلوی چشم او کشته شدند. شاهزاده دوران و همسرش، شاهدخت ملاریا، دارای سه فرزند به نام‌های آریان، کوئنتین و تریستان هستند. در طول جنگ پنج پادشاه، تیریون لنیستر به عنوان دست پادشاه، دشمنی تاریخی خاندان مارتل و دورن را با فرستادن خواهر کوچک شاه جافری، میرسلا براتیون، به عنوان عروس آینده به تریستان، کوچک‌ترین فرزند شاهزاده دوران که تقریباً هم سن خودش است، تبدیل به یک اتحاد می‌کند. فرزند ارشد شاهزاده دوران، آریان، وارث خاندان مارتل، پیکان خورشید و حکومت دورن است. ثروت دورن از توسن‌های شنی معروف آن‌ها، اسب‌های اصیل مقاوم و سریع و از ادویه‌جات، شراب، ماهیگیری، پارچه و منسوجات به دست می‌آید.
دورن از شمال با دریای دورن، از شرق با جزایری به نام سنگ‌های رکاب (Stepstones) هم‌مرز است و کوه‌های بلند سرحدهای دورن به نام کوه‌های سرخ، دورن را از بقیه هفت پادشاهی از طریق خشکی جدا می‌کند. دو گذرگاه اصلی از میان کوه‌های سرخ که دورن را به بقیه قاره متصل می‌کند، گذرگاه راه سنگی (Stone Way) و گذرگاه شاهزاده هستند. گذرگاه شاهزاده به ریچ منتهی می‌شود، در حالی که راه سنگی از کوه‌های نزدیک سامرهال خارج می‌شود. سواحل جنوبی این قاره با دریای تابستان همسایه است که توسط جورج آر آر مارتین به عنوان آب و هوای گرمسیری توصیف شده‌است. دورن دارای بالاترین درجه حرارت در میان همه پادشاهی‌های وستروس است و سرزمین آن خشک، صخره‌ای و کوهستانی است که تنها بیابان این قاره را هم شامل می‌شود. رودخانه‌های آن زمین‌های حاصلخیزی را آبیاری می‌کنند و در طول تابستان طولانی، باران و دیگر منابع آبی دورن را قابل سکونت نگه می‌دارد. آب در این سرزمین تقریباً به اندازه طلا ارزشمند است و چاه‌ها بسیار محافظت می‌شوند. مکان‌های قابل توجه دورن عبارتند از استارفال، مقر خاندان دین، و یرون‌وود، مقر خاندان یرون‌وود، قدرتمندترین پرچمدار مارتل است. شهر تخته‌ای (Planky Town) یک شهر بندری تجاری در دهانه رودخانه خون سبز (Greenblood) است.
دورنی‌ها به خون‌گرمی شهرت دارند. آن‌ها هم از نظر فرهنگی و هم از نظر نژادی با سایر وستروسی‌ها به دلیل مهاجرت انبوه تاریخی مردم روینی تفاوت دارند. آن‌ها بسیاری از آداب و رسوم روینی، از جمله حق اولویت نخستین فرزند، را نیز پذیرفته‌اند. دورن تنها پادشاهی در وستروس بود که با موفقیت در برابر فتح ایگون مقاومت کرد و حتی یکی از اژدهایانش را در طول جنگ کشت. دورن بیش از یک سده پس از تهاجم تارگرین‌ها، توسط دیرون یکم فتح شد، اما دوباره علیه او شورش کرد که منجر به مرگ او شد. در نهایت تحت فرمان پسر عموی دیرون، دیرون دوم، دورن از طریق ازدواج به هفت پادشاهی پیوستند. این موفقیت به دورن اجازه داد تا حدی استقلال خود را حفظ کند. لردهای خاندان مارتل هنوز هم به سبک روینی به خود «شاهزاده» و «شاهدخت» لقب می‌دهند. برخلاف بسیاری از وستروس‌ها، با فرزندان نامشروع زاده دورن تقریباً مانند فرزندان قانونی رفتار می‌شود. مانند آداب و رسوم وستروسی برای دادن نام خانوادگی به حرامزاده‌ها که نشان‌دهنده ریشه آن‌ها باشد، نام خانوادگی شن (Sand) به حرامزادگان نجیب‌زاده دورنی داده می‌شود.
بر اساس طوفان شمشیرها، سه گروه دورنی وجود داشت. دورنی‌های نمکی که در امتداد سواحل زندگی می‌کردند، دورنی‌های شنی ساکن بیابان‌ها و دره‌های طولانی رودخانه‌ها و دورنی‌های سنگی که در گردنه‌ها و ارتفاعات کوه‌های سرخ سکونت داشتند. دورنی‌های نمکی بیشترین خون روینی را داشتند و دورنی‌های سنگی کمترین. به نظر می‌رسید که هر سه نوع به خوبی در گروه دورن حضور دارند. دورنی‌های نمکی، لاغراندام و تیره، با پوست زیتونی صاف و موهای سیاه بلندی که در باد روان می‌شدند. دورنی‌های شنی حتی تیره‌تر بودند، چهره‌هایشان در اثر آفتاب داغ دورن به رنگ قهوه‌ای بود. آن‌ها روسری‌های بلند و روشنی را به دور سرشان می‌پیچند تا از آفتاب‌زدگی جلوگیری کنند. دورنی‌های سنگی، بزرگ‌ترین و زیباترین، پسران آندال‌ها و نخستین انسان‌ها، با موهای قهوه‌ای یا بلوند، با چهره‌هایی که به جای قهوه‌ای شدن، در آفتاب کک‌مک می‌کردند یا می‌سوختند، بودند.»

## دریای تابستان

### جزایر بازیلیسک
در شرق ناث، جزایر بازیلیسک (Basilisk) به مانند زخمی در دریای تابستان به پناهگاهی امن برای دزدان دریایی، برده‌داران، مزدوران و قانون‌شکنان تبدیل شده‌است. خرابه‌هایی در جزیره اشک‌ها، جزیره وزغ‌ها و جزیره تبر پیدا شده‌است. جزیره اشک بزرگ‌ترین جزیره با دره‌های شیب‌دار و باتلاق‌های سیاه است. گیسکاری‌ها آن را فتح کردند و به مدت دو قرن آن را گورگای می‌نامیدند تا اینکه اژدهاداران والریا آن را تصرف کردند و آن را گورگوسوس نامیدند. والریایی‌های باستان از آن به عنوان زندان استفاده می‌کردند و نفرت‌انگیزترین جنایتکاران خود را به آنجا می‌فرستادند.

### ناث
ناث (Naath) که به جزیره پروانه‌ها نیز معروف است، جزیره‌ای در شمال غربی سواحل سوتوریوس است که در غرب جزایر بازیلیسک قرار دارد. مردم ناثی پوست تیره و چشمانی طلایی دارند. آن‌ها صلح‌طلب هستند؛ به جای جنگ ترانه می‌سازند و از خوردن گوشت خودداری کرده و فقط از میوه‌ها تغذیه می‌کنند. این امر آن‌ها را به ویژه در برابر برده‌داران اسوس آسیب‌پذیر می‌کند. میساندی مترجم دنریس اهل ناث است.

### جزایر تابستان
همان‌طور که در نقشه‌ای در طوفان شمشیرها نشان داده شده‌است، جزایر تابستان گروهی از جزایر گرمسیری واقع در جنوب وستروس، با جانوران محلی از جمله پرندگان سخنگو، بوزینه‌ها، و میمون‌ها هستند. رمان‌ها بومیان جزیره را افرادی تیره‌پوست توصیف می‌کنند که به زبان خودشان صحبت می‌کنند. آن‌ها لباس‌های پر نگی می‌پوشند و با میوه و ماهی زندگی می‌کنند. جزایر تابستانی از شهر بندری خود به نام شهر درختان بلند (Tall Trees Town)، کالاهای کمیاب مانند شراب، ادویه، پر، و همچنین نوع خاصی از چوب که از آن کمان ساخته می‌شود را به وستروس صادر می‌کنند. مردم هفت پادشاهی کشتی‌های بزرگ جزیره‌نشینان تابستان را کشتی‌های قو می‌نامند، به‌خاطر بادبان‌های سفید و نقاشی‌های روی آن‌ها که بیشتر از پرندگان است. سمول تارلی، که دو فصل در ضیافتی برای کلاغ‌ها را بر روی کشتی قو می‌گذراند، زنان جزیره تابستان را به‌عنوان عیاشی و خدایانشان عجیب توصیف می‌کند. آن‌ها از طریق آمیزش جنسی به افراد مسن احترام می‌گذاشتند و مردنشان را جشن می‌گیرند. همان‌طور که یک فاحشه در جنگ پادشاهان به تیریون توضیح می‌دهد، ساکنان جزیره تابستان تمایلات جنسی خود را هدیه خدایان برای پرستش آن‌ها به صورت آمیزش جنسی می‌دانند و از این رو بسیاری از جوانان و دوشیزگان بلندپایه آن‌ها برای چند سال در خانه‌های تفریحی خدمت می‌کنند تا خدایان را گرامی بدارند.

## اسوس
بخشی از روایت در ترانه یخ و آتش در سراسر دریای باریک از وستروس قرار دارد، منطقه‌ای که قاره بزرگ شرقی به نام اسوس را در بر می‌گیرد. اسوس که تقریباً به اندازه اوراسیا است، دارای جغرافیا و آب‌وهوایی بسیار متفاوت است. خط ساحلی غربی با تپه‌های سبز، جنگل عظیم کوهور و زنجیره‌های جزیره‌ای گسترده مانند براووس و لیس مشخص می‌شود. وسط این قاره توسط علفزارهای مسطح دریای دوتراکی و زمین‌های خشکی که به عنوان ضایعه سرخ (Red Waste) در شرق شناخته می‌شوند، پوشیده شده‌است. فراتر از ضایعه سرخ، شهر کارث قرار دارد. جنوب تحت سلطه تپه‌های نورد خشک است و دارای آب و هوای مدیترانه‌ای است با خط ساحلی در امتداد دریای تابستان و خلیج برده‌داران. ساحل شمالی سرزمین اصلی توسط دریای لرزان (Shivering) از کلاهک قطبی جدا شده‌است. در جنوب، در سراسر دریای تابستان، قاره جنگلی ناشناخته سوتوریوس قرار دارد.
بسیاری از تاریخ تخیلی اسوس مربوط به والریا است، شهری واقع در شبه جزیره‌ای در جنوب اسوس و منشأ خاندان تارگرین پیش از نابودی امپراتوری والریا در یک فاجعه نامشخص. پس از نابودی والریا، شهرهای آستاپور، یونکای، و میرین دوباره استقلال یافتند و بر مناطق مربوطه خود به عنوان دولت‌شهر حکومت کردند. این منطقه در کتاب‌ها به عنوان خلیج برده‌داران شناخته می‌شود.

### شهرهای آزاد
در سراسر دریای باریک در سمت غربی اسوس، ۹ شهر آزاد (دولت‌شهر مستقل) قرار دارند که بیشتر در جزایر یا در امتداد ساحل قرار دارند. آن‌ها لیس، میر، پنتوس، براووس، لوراث، نورووس، کوهور، وولانتیس و تایروش هستند. اگرچه بیشتر شهرهای آزاد در اوایل رمان اول نامگذاری شده‌اند، کتاب‌ها فقط نقشه‌ای از این منطقه را در رقصی با اژدهایان ارائه می‌دهند. کوه‌های شرق ساحل را از دشت‌های دریای دوتراکی جدا می‌کنند، اگرچه شکاف‌های رشته‌کوه دسترسی مردم دوتراکی را به شهرهای آزاد فراهم می‌کند. شهرهای آزاد مستعمره‌هایی بودند که توسط والریابب باستانی ساخته شدند و بعداً پس از نابودی والریا اعلام استقلال کردند. یک استثنا در این مورد، براووس است که توسط پناهندگانی که از گسترش والریایی‌ها گریخته بودند، بردگان فراری و دیگر گروه‌ها تأسیس شد. زبان‌های شهرهای آزاد مشتقات والریایی علیا است.
شهرهای آزاد ناحیه‌ای را در بر می‌گیرد که مشخصه آن رودخانه روین (Rhoyne) است که یاندری آن را «بزرگ‌ترین رودخانه جهان» توصیف می‌کند. سواحل آن وطن روینارها است که رودخانه را به عنوان «مادر روین» می‌پرستند. همان‌طور که در رقصی با اژدهایان ترسیم شده‌است، رود روین از پیوند دو شاخه آن، روین بالا و روین کوچک، در جنوب شرقی ویرانه‌های گویان دروهی (Ghoyan Drohe) سرچشمه می‌گیرد. سرچشمه رود روین بالا در آندالوس، سرزمین آندال‌ها میان براووس و پنتوس قرار دارد. مسیر روین به سمت جنوب شرقی می‌رود تا بعد از دریاچه خنجر به جنوب بپیچد، جایی که دزدان دریایی رودخانه در و اطراف بسیاری از جزایر دریاچه پنهان می‌شوند. عرض رود روین به‌طور قابل توجهی با تغذیه از شاخه‌های فرعی بیشتر، افزایش می‌یابد تا اینکه در دلتای نزدیک شهر آزاد وولانتیس به دریای تابستان می‌ریزد.

#### براووس
براووس از این نظر در میان شهرهای آزاد منحصر به فرد است که مستعمره والریا نبود، بلکه پناهگاهی مخفی در برابر گسترش والریایی‌ها بود. این شهر بر روی صدها جزیره کوچک در مردابی در انتهای شمال غربی اسوس، جایی که دریای باریک و دریای لرزان به هم می‌رسند، گثرار دارد. براووس محل «بانک آهن»، یکی از ثروتمندترین بانک‌های جهان شناخته‌شده‌است. براووس همچنین به خاطر شمشیرزنان معروف به «براووها» و قاتلان مرموزش، مردان بی‌چهره، معروف است. این شهر همچنین به خاطر تایتان براووس که یک قلعه و مجسمه است، شهرت دارد. فرمانروای براووس به ارباب دریا معروف است؛ چرا که قدرت و ثروت شهر از دریا جاری می‌شود. بدنه کشتی‌های براووسی به رنگ ارغوانی است و کشتی‌های تجاری آن‌ها به بسیاری از سرزمین‌های دور سفر می‌کنند و تجارت و ثروت خود را به خانه بازمی‌گردانند. براووس وام‌دهندگان بسیاری دارد و بانک آهن براووس به کشورهای خارجی، به ویژه وستروس که میلیون‌ها وام گرفته‌است، وام می‌دهد.
لباس براووسی در رنگ‌های درخشان است در حالی که لباس ثروتمندان به رنگ مشکی و آبی هستند. مقامات براووس، که کلیددار و دادرس نامیده می‌شوند، کت‌های بی‌رنگ قهوه‌ای یا خاکستری می‌پوشند. این شهر همچنین به دلیل روسپی‌های درباری خود در سراسر جهان مشهور است. هر روسپی دارای قایق و خدمتکارانی است که برای او کار می‌کنند. زیبایی آن‌ها الهام‌بخش بسیاری از آهنگ‌ها شده‌است. زرگرها هدایای فراوانی به آن‌ها می‌دهند و صنعتگران برای لباس آن‌ها التماس می‌کنند. اشراف و بازرگانان ثروتمند برای حضور در کنار آن‌ها در مراسم، مبالغ هنگفتی به زنان می‌پردازند و براووها به نام آن‌ها یکدیگر را می‌کشند. شخصیت سیریو فورل، اولین شمشیر سابق ارباب دریا، آریا استارک را با شکل منحصر به فردی از مبارزه با شمشیر براووسی، به نام رقص آب، آشنا می‌کند. این سبک یک شکل اصلاح‌شده از شمشیربازی است که در آن تمرین‌کننده به پهلو می‌ایستد و تیغه‌ای باریک به دست می‌گیرد. براووهای سرسخت شهر را پر می‌کنند و اغلب برای نشان دادن مهارت خود دوئل می‌کنند.
براووس از ونیز ایتالیا الهام گرفته شده‌است.

#### پنتوس

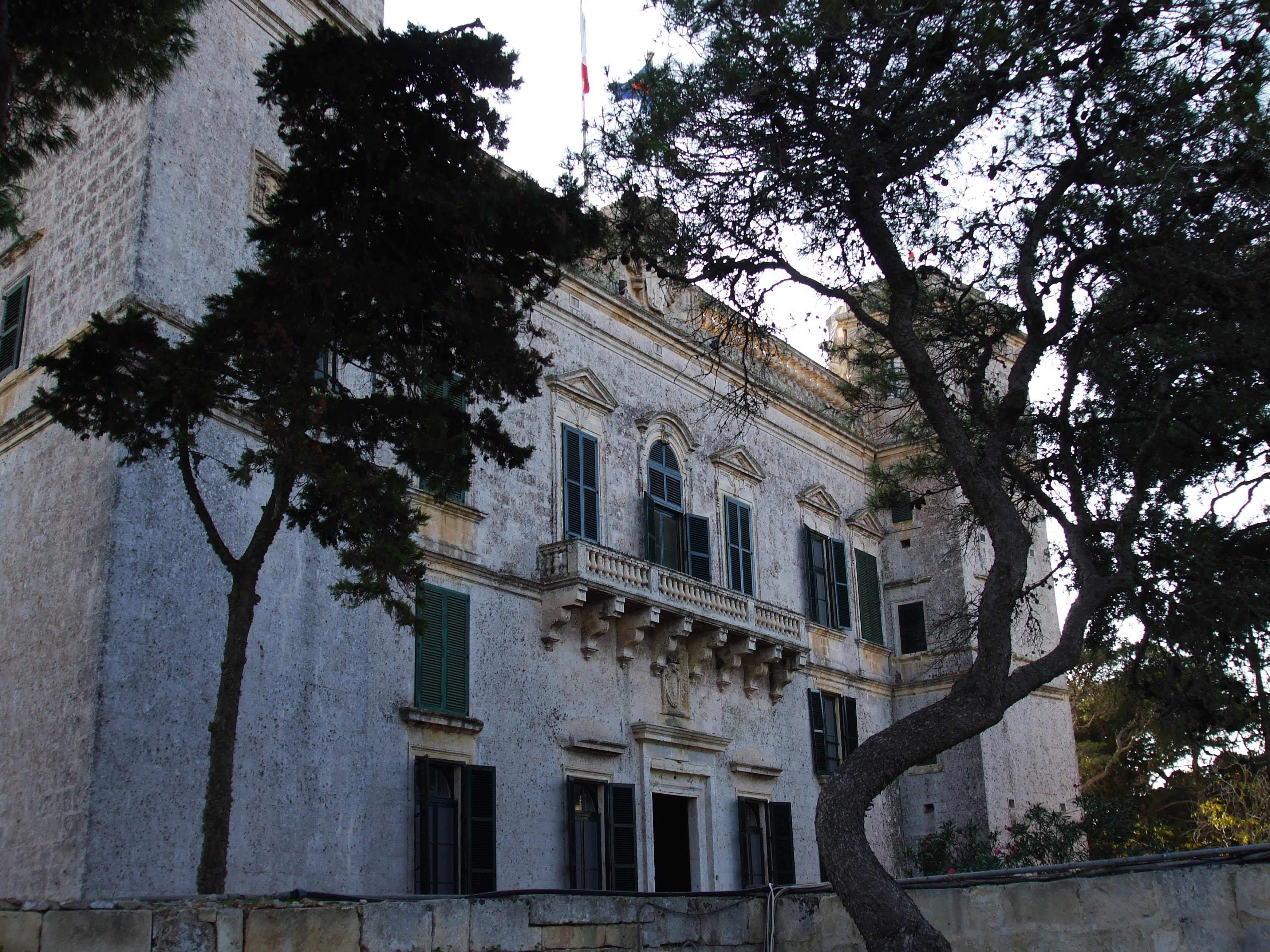
در مجموعه تلویزیونی عمارت ایلیریو را در پنتوس در کاخ وردالا در مالت فیلمبرداری شده‌است.

پنتوس یک بندر تجاری بزرگ در خلیجی از ساحل غربی است. در این شهر برج‌های آجری مربعی فراوانی قرار دارد و توسط یک شاهزاده که توسط حاکمان واقعی شهر، معروف به استادان، انتخاب می‌شود، رهبری می‌شود. کالسارها گهگاه راه خود را تا این حد از دریای دوتراکی طی می‌کنند، اما پنتوسی‌ها با ادای احترام به کال‌ها از بسیاری از حملات و تهاجمات در امان می‌مانند. مردان اهل پنتوس ریش‌های رنگ‌شده و چنگال دار می‌گذارند. در پنتوس مانند بسیاری از شهرهای آزاد، برده‌داری غیرقانونی است، اما اعضای ثروتمند و قدرتمند شهر این توانایی را دارند که با نگه داشتن خدمتکاران یقه‌برنزی، این قوانین را زیر پا بگذارند.

#### وولانتیس
وولانتیس بندری در سواحل جنوبی اسوس است و قدیمی‌ترین و پرافتخارترین شهر آزاد است. استحکاماتی که به عنوان دیوار سیاه شناخته می‌شود از قدیمی‌ترین قسمت‌های شهر محافظت می‌کند. شهر توسط حکومتی سه‌نفره اداره می‌شود که هر سال توسط مالکان آزاد وولانتیس انتخاب می‌شوند و توسط سربازان برده به نام «شنل ببرها» مراقبت می‌شوند. وولانتیس برای بازار برده‌فروشی بسیار مهم است و در شهر پنج برده به ازای هر مرد آزاد وجود دارد. همه برده‌های وولانتیسی خالکوبی‌هایی دارند که نشان‌دهنده حرفه‌شان است: برای مثال، برده‌های جنسی روی صورت‌شان اشک خالکوبی می‌کنند و شنل ببرها خطوط پوست ببر دارند. پرستش رلور تأثیرگذارترین دین ولانتیس به ویژه در میان بردگان است.

#### سایر شهرهای آزاد
- لوراث شهری بندری در گروهی از جزایر شمالی است.[۶] شخصیت جکن هگار به عنوان یک لوراثی در جنگ پادشاهان ظاهر می‌شود که موهای بلندی به رنگ قرمز در یک طرف و سفید در طرف دیگر دارد.[۵]
- لیس بر روی مجمع‌الجزایر جنوبی قرار دارد.[۶] لیسی‌ها بر خلاف بیشتر ساکنان شهرهای آزاد، تمایل به داشتن قد بلند، پوست سفید و چشم‌های روشن دارند. لیس به خاطر خانه‌های تفریحی‌اش، آموزش برده‌ها در هنر عشق و فروش آن‌ها به عنوان صیغه و بردگان رختخواب، شناخته شده‌است. لیس همچنین اغلب بر سر کنترل منطقه سنگ‌های رکاب (Stepstones) و سرزمین‌های مورد مناقشه در جنگ است. به نظر می‌رسد که یک الهه عشق وجود دارد که پرستش او مخصوص لیس است. دوریه، خدمتکار دنریس و دزد دریایی سالادور سان، لیسی هستند.
- میر شهری ساحلی است که به‌خاطر توری‌سازان چیره‌دست، توری‌های ظریف و فرش‌های زیبایش مشهور است. میری‌های چشم‌تیره و پوست‌تیره شبیه نورووسی‌ها و پنتوسی‌ها هستند که توسط دادرسانی اداره می‌شوند که معروف به ادای احترام به کالسارهای دوتراکی هستند. میر مرکز تجارت برده‌ها و شراب‌های شهد سبز آن‌هاست. میر اغلب بر سر کنترل سرزمین‌های مورد مناقشه دعوا می‌کند.
- نورووس در قاره اصلی در دو قسمت قرار دارد، یکی بر فراز تپه‌ای مرتفع و دیگری در کنار رودخانه‌ای کم ارتفاع. این شهر دارای سه ناقوس بزرگ است که هر کدام نام و صدای خاص خود را دارند که مکرراً به صدا در می‌آیند. منطقه اطراف، سرزمینی از تپه‌ها، مزارع پلکانی، و دهکده‌هایی با گچ‌بری سفید است. آب و هوای آن نسبتاً معتدل است. نورووسی‌ها را می‌توان با سبیل‌های رنگ‌شده و برافراشته آن‌ها شناخت. این شهر توسط شورایی از مدیران اداره می‌شود که به کالسارهای دوتراکی ادای احترام می‌کنند. همچنین این شهر محل زندگی گروهی از راهبان ریشو است که محافظان نخبه را آموزش می‌دهند. این نگهبانان سوگند یاد می‌کنند و خود را به تبرهای بلند متمایز می‌دارند.
- کوهور در قاره اصلی، در جنگل وسیع کوهور واقع شده‌است. این شهر به خاطر ملیله‌های خوب و آهنگرهایش که توانایی کمیاب در تقویت فولاد والریایی دارند و حتی می‌توانند مستقیماً رنگ‌های مختلف را به فلز تزریق کنند، معروف است. بز سیاه یک خدای برجسته در شهر است. گارد شهر کوهور از زمان نبرد سه‌هزار نفری، زمانی که ۳٬۰۰۰ سرباز پاک‌شده با موفقیت از شهر در برابر بیش از ۲۵٬۰۰۰ سوار دوتراکی دفاع کردند، تنها از سربازان برده خواجه پاک‌شده (Unsullied) تشکیل شده‌است. نگهبانان بافته‌هایی از موی انسان را به نیزه‌های خود می‌بندند تا به یادگار دوتراکی‌ها باشد که قیطان‌های خود را در ادای احترام به مدافعان کوهور می‌بُرند.
- تیروش، یک دولت‌شهر ساحلی است که توسط یک شهربان اداره می‌شود و به خاطر بخل خود بدنام است. تاجران به‌طور گسترده بردگان و شراب گلابی تیروشی را معامله می‌کنند. این شهر دارای خانه‌های تفریحی فراوانی است، اما آن‌ها به اندازه خانه‌های لیس مورد توجه نیستند. زره‌سازان چیره‌دست تیروشی زره‌های پیچیده‌ای را در اشکال خارق‌العاده می‌سازند. تیروش یک مرکز محبوب برای استخدام مزدوران است. شهر اغلب درگیر درگیری‌های جاری بر سر سرزمین‌های مورد مناقشه و سنگ‌های رکاب (Stepstones) می‌شود. تیروشی‌ها اغلب ریش‌های چنگال‌دار و سبیل‌های نوک تیز به رنگ‌های روشن دارند. شخصیت داریو ناهاریس اهل تیروش است.

### اسوس مرکزی
این بخش مکان‌های اسوس در شرق شهرهای آزاد را پوشش می‌دهد که دنریس تارگرین در سفرهایش در بازی تاج‌وتخت و جنگ پادشاهان پیش از رفتن به خلیج برده‌داران از آن‌ها عبور می‌کند.

#### والریا
والریا شبه‌جزیره‌ای در جنوب مرکزی اسوس و در غرب خلیج برده‌داران است. پیش از نابودی والریا، این مکان مقر امپراتوری والریا بود. والریایی‌ها با موهای نقره‌ای و چشمان بنفش خود مشخص می‌شوند. والریا مالکیت مطلق نامیده می‌شد زیرا هر مردی که صاحب زمین بود اجازه داشت به رهبران خود رای دهد. والریایی‌ها همچنین از بردگان برای استخراج چهارده شعله، مجموعه‌ای از آتشفشان‌های غنی از سنگ، استفاده می‌کردند. آن‌ها گیسکاری و روینی‌ها را تحت سلطه خود درآوردند و تمام شهرهای آزاد را به جز براووس تأسیس کردند. آن‌ها این کار را از طریق دانش خود در مورد اژدها انجام دادند. بسیاری از والریایی‌ها اژدهاسوار بودند. سرانجام رویدادی به نام عذاب والریا، که ظاهراً شامل فوران شدید چهارده شعله بود، والریا را نابود و آن را به مجمع‌الجزایری تبدیل کرد. تارگاریین‌ها از خون والریای باستان هستند که پیش از عذاب از آن جا فرار کردند.

#### دریای دوتراکی
دریای دوتراکی یک علفزار بزرگ و مسطح در اسوس است. مردم دوتراکی در آن زندگی می‌کنند، نژادی گندم‌گون از عشایر سلحشور با زبان و فرهنگ منحصر به فرد خود. دوتراکی‌ها در گروهی به نام کالسار زندگی می‌کنند که هر کدام توسط رئیسی به نام کال رهبری می‌شود. کالسارها به گروه‌هایی تقسیم می‌شوند که به آن‌ها کاس می‌گویند که هر کدام توسط یکی از کال‌ها به نام کوس هدایت می‌شوند. هر کال و کالسارش وفادار به شورایی متشکل از کاهنان سلطنتی به نام دوش کالین هستند که اعضای آن همسران سابق کال‌ها هستند که در زمان سلطنت شوهرشان کالیسی نامیده می‌شدند.
دوتراکی‌ها سوارکارانی خبره هستند و اسب‌های آن‌ها در فرهنگ آن‌ها از اهمیت بالایی برخوردار است و از آن‌ها برای غذا، ترابری، مواد خام، جنگ و ایجاد جایگاه اجتماعی استفاده می‌شود. آن‌ها مرتباً به مردم دیگر حمله می‌کنند.
جرج آر. آر. مارتین گفت: «دوتراکی‌ها در واقع به عنوان آمیزه‌ای از فرهنگ‌های استپی و دشتی ساخته شده‌اند. مسلماً مغول‌ها و هون‌ها چاشنی تخیل آن بوده‌اند، اما الان‌ها، سوها، شای‌ان‌ها و دیگر قبایل سرخ‌پوست دیگر نیز در خلق آن‌ها نقش داشتند؛ بنابراین هرگونه شباهتی به اعراب یا ترک‌ها تصادفی است. البته از آنجا که ترکان [تاریخی] نیز در اصل سواران استپی بوده‌اند، بی‌شباهت به آلان‌ها، هون‌ها و بقیه نبودند.» او همچنین خاطرنشان کرد که «به‌طور کلی، اگرچه من از تاریخ الهام می‌گیرم، اما سعی می‌کنم از پیوند مستقیم اجتناب کنم، [بنابراین] درست نیست که بگوییم دوتراکی‌ها مغول هستند». شباهت‌هایی میان آن‌ها با جنگجویان مهیب و عشایری ایرانی دیگری به نام سکاها نیز وجود دارد.
دوتراکی‌ها تنها یک شهر دائمی به نام وائس دوتراک دارند که به عنوان پایتخت آن‌ها عمل می‌کند. مقر دوش کالین نیز این شهر است. این مکان مملو از مجسمه‌هایی است که از شهرهای دیگری که دوتراکی فتح کرده یا به آن‌ها حمله کرده‌اند، به سرقت رفته‌است. قانونی وجود دارد که هیچ دوتراکی نمی‌تواند در داخل مرزهای وائس دوتراک خون بریزد و کسانی که این کار را می‌کنند، نفرین می‌شوند. دو اسب نر غول‌پیکر برنزی که سم‌هایشان در هوا به هم می‌رسند، طاقی را در بالای ورودی شهر تشکیل می‌دهند.

#### لازار
لازار ناحیه‌ای از سرزمین‌های نیمه‌خشک در جنوب دریای دوتراکی است. منطقه‌ای از مراتع و تپه‌ها که محل سکونت لازاری‌ها، مردمی آرام با پوست برنزی، صورت‌های صاف و چشم‌های بادامی است. آن‌ها عمدتاً چوپان هستند که دوتراکی‌ها آن‌ها را انسان‌های بره می‌نامند و اغلب آن‌ها را شکار می‌کنند. آن‌ها خدایی به نام شبان بزرگ را می‌پرستند و معتقدند که تمام بشریت بخشی از یک گله واحد است.

### خلیج برده‌داران
خلیج برده‌داران یک دریای حاشیه‌ای از دریای تابستان است، که در جنوب دریای دوتراکی، در غرب لازار و هزاران لیگ دورتر از شرق شهرهای آزاد قرار دارد. آب و هوای آن بسیار گرم است. پس از اولین اشاره در بازی تاج‌وتخت در رابطه با برده‌داری، دنریس تارگرین سه دولت‌شهر بندری بزرگ خلیج برده‌داران به نام‌های آستاپور، یونکای و میرین را در طوفان شمشیرها فتح کرد. او در طول بیشتر رقصی با اژدهایان در میرین می‌ماند.
شهرها از ویرانه‌های گیس باستان ساخته شده‌اند، رقیب باستانی والریا که هزاران سال پیش از حوادث سریال توسط والریا درهم کوبیده شده بود. اقتصاد شهرها عمدتاً بر اساس کار برده‌ها و تجارت آن‌هاست. رفتار با بردگان اغلب خشن است، در حالی که شهروندان در تجملات نسبی زندگی می‌کنند. سربازان حرفه‌ای هر سه شهر لباس‌ها و مدل‌های موی عجیبی می‌پوشند که کاربری آن‌ها را در نبرد محدود می‌کند. ارتش این شهرها برای نبرد واقعی به شدت به ارتش‌های بردگان و مزدوران وابسته هستند.
ساکنان کنونی خلیج از نژادی مختلط هستند که دیگر به زبان گیسکاری باستان صحبت نمی‌کنند، بلکه گونه‌ای از والریایی عالی با غرغر مشخصی دارند. مردم باستانی گیس، که خود را پسران هارپی در آستاپور نامیده‌اند، گفته می‌شود که موهایی به رنگ قرمز متمایل به سیاه دارند. استادان خوب آستاپور همگی در نظر دنریس به عنوان مردان فربه و ضخیم با پوست کهربایی، بینی پهن و چشمان تیره به نظر می‌رسند. موهای زبر آن‌ها سیاه یا قرمز تیره یا ترکیب عجیب قرمز و سیاه بود. بسیاری از زنان آستاپوری صورت خود را برای گرد و غبار می‌پوشانند. آستاپوری‌ها غرق در عطرهای شیرین هستند.

#### آستاپور
آستاپور در کرانه رودخانه کِرم (Worm)، نهری عریض، کند و کج با جزایر پردرخت قرار دارد. با ورود به آستاپور در آغاز طوفان شمشیرها، دنریس آن را به عنوان شهری باستانی و ویران تجربه می‌کند که مدت‌هاست روزهای شکوه خود را پشت سر گذاشته‌است. شهر دارای معماری با آجر قرمز است، و آرستان سفیدریش به دنریس توضیح می‌دهد که ضرب‌المثل «آجر و خون، آستاپور را ساخت، … و آجر و خون مردمش» به بردگانی اشاره دارد که آجرها را می‌سازند. اهرام پلکانی آستاپور، گودال‌های جنگی، خیابان‌ها، دیوارهای اطراف و میدان افتخار همگی از آجر قرمز ساخته شده‌اند. میدان به اصطلاح مجازات در دروازه‌های اصلی آستاپور حتی بزرگتر از میدان افتخار آن است.
میدان افتخار، که دارای یک فواره آجری قرمز و مجسمه بزرگ برنزی هارپی در مرکز آن است، به عنوان بازار برده در هوای آزاد و منطقه‌ای برای نیزه‌داران نخبه خواجه پاک‌شده (Unsullied) که به نظم و کارآمدی معروف هستند، عمل می‌کند. آستاپور تنها شهری است که پاک‌شده‌ها را می‌فروشد، اما بردگان تختخواب، دست‌کاران، کاتبان، صنعتگران و مربیان را نیز می‌فروشد. پاک‌شده‌ها نیاز به سرمایه‌گذاری هنگفت در زمان و پول توسط آستاپوری‌ها دارد که آن‌ها را پرورش داده و آموزش می‌دهند، اما آن‌ها سودآورترین محصول را برای استادان آستاپوری هستند. پاک‌شده‌ها کلاه‌های برنزی میخ‌دار بر سر می‌گذارند، و به هر قیمتی از اربابشان اطاعت می‌کنند، حتی اگر مرگشان را طلب کند. هر روز به آن‌ها اسامی برده جدیدی داده می‌شود تا بی‌ارزش بودن آن‌ها را یادآوری کنند. در زمان حمله، پاک‌شده‌های فروخته‌نشده در دیوارهای آجری قرمز عظیم و در حال فروریختن مستقر می‌شوند که آستاپوری‌ها دیگر آن را ندارند.
دنریس تصمیم می‌گیرد تمام پاک‌شده‌های آموزش‌دیده و آموزش‌ندیده آستاپور را بخرد، که تعداد آنها بیش از ۸۶۰۰ نفر است، و به هنگام ترک شهر به آن‌ها می‌گوید که تمام برده‌داران و سربازان بزرگسال آستاپوری را بکشند. او قدرت بر آستاپور را به شورای بردگان سابق به رهبری یک درمانگر، یک دانشمند و یک راهب می‌دهد و ده‌ها هزار برده سابق به او در سفر به یونکای می‌پیوندند. یک قصاب سابق به نام کلئون از طرحی برای استقرار مجدد استادان خوب جلوگیری کرد و به عنوان پادشاه آستاپور تاجگذاری کرد.

#### یونکای
کوچک‌ترین شهر از این سه شهر، یونکای، مانند میرین، در تجارت پاک‌شده‌ها نیست، اما به‌خاطر چاله‌های جنگی و خانه‌های تفریحی‌اش معروف است، که هر دو با سرعت زیاد به بردگی تبدیل می‌شوند. این شهر از نظر معماری شبیه به آستاپور است به جز اندازه کوچکتر و استفاده از آجر زرد در ساختمان‌هایش به جای رنگ قرمز. بردگان یونکای به اربابان خردمند معروف هستند. به دلیل عدم وجود پاک‌شده در شهر، این شهر بر یک ارتش ترکیبی حرفه‌ای و برده متشکل از حدود ۴٬۰۰۰ نفر با حداقل ۱٬۰۰۰ مزدور متکی است. سربازان یونکایی از زره غیرعملی استفاده می‌کنند و موهای چرب‌شده به شکل‌های بزرگ می‌پوشند که کارایی آن‌ها را محدود می‌کند.

#### میرین
بزرگ‌ترین شهر از سه شهر برده‌داران، میرین دارای جمعیتی برابر با آستاپور و یونکای است. این شهر معماری مشابه معماری همسایگان خود دارد، اما از آجرهایی با رنگ‌های مختلف ساخته شده‌است. چشم‌انداز آن تحت سلطه یک هرم عظیم به نام هرم بزرگ و معبد لطف است که توسط یک گنبد طلایی پوشیده شده‌است. میرین در میان شهرهای گیسکاری منحصر به فرد است زیرا پر از معابد و اهرام است. بردگان میرین به ارباب بزرگ معروفند. این بنا در حاشیه رودخانه اسکاهادازان (Skahadhazan) ساخته شده‌است.

### شرق اسوس

#### ضایعه سرخ
ضایعه سرخ (Red Waste) یک منطقه بیابانی‌مانند در بخش شرقی اسوس است. اطلاعات زیادی در مورد آن در دست نیست، زیرا فقط برای مدت کوتاهی در جنگ پادشاهان، زمانی که دنریس تارگرین و کالسارش از آن عبور کردند، دیده شد. تنها سکونتگاه شناخته‌شده در منطقه، وائس تورولو، ویران شده‌است.

#### کارث
شهر کارث (Qarth) که اولین بار در بازی تاج و تخت از آن نام برده شد، هنوز در هیچ نقشه‌ای در کتاب‌ها ظاهر نشده‌است. با این حال، نقشه جهانی راهنمای بیننده HBO و عناوین آغازین فصل دوم سریال تلویزیونی، کارث را در تنگه‌ای میان دریای تابستان و دریای یشم (Jade) در جنوب شرقی اسوس نشان می‌دهد. پس از اولین بازدید دنریس از کارث در جنگ پادشاهان، جنگجویی به نام پیات پری شهر خود را به عنوان مرکز جهان و دروازه تجارت و فرهنگ میان شرق و غرب و شمال و جنوب توصیف می‌کند. خواننده از چشمان دنریس متوجه می‌شود که شهر توسط سه دیوار مدرج به ارتفاع سی تا پنجاه فوت احاطه شده‌است که به ترتیب پرتره‌هایی از حیوانات، جنگ و عشق‌ورزی بر آن‌ها حکاکی شده‌اند. ساختمان‌های شهر دارای رنگ‌های متنوعی هستند که از آن جمله می‌توان به صورتی، بنفش و خاکی اشاره کرد. برج‌های باریک در سرتاسر شهر برخاسته‌اند، فواره‌ها هر میدان را زینت می‌دهند و هزاران پرنده رنگی، درختان و گل‌های شکوفه شهر را پر کرده‌اند.
کارثی‌ها به‌عنوان «مردم قدبلند، رنگ پریده با پوششی از کتان، خلعت و خز ببر» توصیف می‌شوند. زنان آن لباس‌هایی می‌پوشند که یک سینه را نمی‌پوشاند، در حالی که مردان دامن‌های ابریشمی مهره‌دار دارند. بردگان نیازهای آن‌ها را برآورده می‌کنند. خالص‌زادگان، فرزندان پادشاهان و ملکه‌های باستانی شهر، بر کارت حکومت می‌کنند و همچنین فرماندهی دفاع از شهر را بر عهده دارند. سه گروه تجاری اصلی برای تسلط بر شهر بین خود و با خالص‌زادگان می‌جنگند: سیزده، انجمن باستانی اسپایسرها، و برادری تورمالین. جنگجویان کارث که لب‌هایشان از معجون «سایه شب» آبی شده‌است، گفته می‌شود که مایه ناراحتی این دسته‌ها هستند. کارث همچنین خانه مردان غمگین است، گروهی از قاتلان که به دلیل زمزمه کردن «من خیلی متاسفم» پیش از کشتن قربانیان خود به این نام نامگذاری شده‌اند. دنریس دوباره در پایان جنگ پادشاهان، کارث را ترک می‌کند.

### سرزمین‌های بازدیدنشده

#### آشای و سرزمین‌های سایه
آشای (Asshai) و سرزمین‌های سایه مکان‌های اسرارآمیزی در جهان یخ و آتش هستند. از آن‌ها برای نخستین بار در بازی تاج‌وتخت ذکر شده‌است و نخستین بار در سرزمین‌های یخ و آتش، در شرق دور جهان شناخته‌شده، نقشه‌برداری شدند. مارتین مطمئن نیست که آیا کتاب‌ها هرگز خوانندگان را به آشای می‌برند، اما گفت که خوانندگان ممکن است از طریق دیدگاه شخصیت ملیساندر (که اهل آشای است) یا از طریق خاطرات و ذکر شخصیت‌های دیگر، اصلاعات بیشتری دریابند. جورا مورمونت آشای را به عنوان یک شهر بندری در جنوب دریای دوتراکی، در انتهای جهان شناخته‌شده توصیف می‌کند. آشای کالاهایی مانند آمتیست سیاه، کهربا و شیشه اژدها صادر می‌کند. در زمان دیگری، جورا مورمونت به دنریس از پادشاهی‌های بزرگ در شرق ضایعه سرخ می‌گوید، و آشای کنار سایه را به عنوان یکی از شهرهای پر از شگفتی‌های آنجا فهرست می‌کند. به گفته مارتین، تمام سفرهای کشتی میان وستروس و آشای از طریق دریای تابستان و دریای یشم از طریق تنگه‌های کارث انجام می‌شود، و مردم عادی هنوز معتقدند که جهان مسطح است. با این حال، به گفته مارتین، «آشای برای تجارت در برابر یی تی اهمیت چندانی ندارد و شهرهای بندری ثروتمند یی تی (و لنگ) به راحتی از طریق کارث قابل دسترس هستند.» کوایث اهل سایه برای دنریس در کارث پیشگویی می‌کند که «برای رفتن به شمال، باید به جنوب سفر کند. برای رسیدن به غرب باید به شرق بروید و برای لمس نور باید از زیر سایه عبور کنید. وقتی دنریس این را به این معنا تفسیر می‌کند که باید نزد آشای برود، کوایث می‌گوید که حقیقت را در آنجا پیدا خواهد کرد.
داستان‌های زیادی در مورد سرزمین‌های سایه وجود دارد، اگرچه میزان حقیقت آن‌ها مشخص نیست. دوتراکی‌ها معتقدند که علف ارواح با ساقه‌هایی که در تاریکی می‌درخشند و از مردی سوار بر اسب بلندتر می‌شوند، سرزمین‌های سایه را می‌پوشاند. دنریس شنید که طلسم‌نویسان، جنگ‌جویان و هوانوردان هنرهای خود را آشکارا در آشای تمرین می‌کردند، در حالی که سایه‌بان‌ها و خون‌بازها جادوهای وحشتناکی را در سیاهی شب انجام می‌دادند. استادان وستروسی نیز در آشای وجود دارند. جادوگران آشای به دیگران قدرت شفابخشی آن‌ها را می‌آموزند، اما همچنین جادوهای آن‌ها را که نیاز به قربانی خونی دارند، می‌آموزند. کتاب‌های باستانی آشایی، پیش‌گویی ظهور آزور آهای را به‌دنبال اعضای ایمان رلور ثبت می‌کنند. دنریس شنید که اژدهایان از سرزمین‌های سایه فراتر از آشای و جزایر دریای یشم سرچشمه می‌گیرند و احتمالاً هنوز هم در آنجا زندگی می‌کنند. برن رؤیای پرواز اژدها در آشای را می‌بیند. گفته می‌شود که تخم‌های اژدهای سنگ‌شده که ایلیریو به دنریس می‌دهد از سرزمین‌های سایه می‌آیند. مردان «ترسناک و وهم‌ناک» سایه بدن خود را با خالکوبی می‌پوشانند و ماسک‌های چوبی رنگی می‌پوشند. ظاهر آشایی‌ها تاریک و با شکوه توصیف می‌شود. دوتراکی‌ها معتقدند که آشایی‌ها تخم سایه‌ها هستند. آشایی‌ها زبان خود را دارند.

#### ایبن
ایبن مجموعه‌ای از جزایر در شمال اسوس در خلیج نهنگ‌هاست. بزرگ‌ترین این جزایر ایب است که شامل شهرهای بندر ایبن و ایب نور است. تا زمان عذاب والریا، ایبن توسط یک خدا-شاه اداره می‌شد. اکنون قدرت در اختیار شورای سایه است که از اشراف، کشیشان و اصناف ثروتمند تشکیل شده‌است. از ایبن برای اولین بار در بازی تاج‌وتخت نام برده شد، جایی که تیریون از شایعاتی صحبت می‌کند که ماموت‌ها «در ضایعات سرد فراتر از بندر ایبن پرسه می‌زنند». در سال ۲۰۰۲، مارتین گفت که این روایت «احتمالاً خوانندگان را به ایبن نمی‌برد» و او آن را «جزیره‌ای سرد، کوهستانی و به اندازه ایسلند» (یعنی ۴۰٬۰۰۰ مایل مربع) در دریای لرزان، با بندرگاه توصیف کرد. ایبن به عنوان شهر اصلی آن است. برخی از ایبنی‌ها نیز در جزایر کوچکتر نزدیک یا در مستعمراتی در اسوس زندگی می‌کنند. ایبن در کتاب‌های رقصی با اژدهایان نشان داده نشده‌است، اما شبیه به توصیفات مارتین، نقشه جهانی راهنمای بینندگان اچ‌بی‌او موقعیت جزیره را در شمال شرقی اسوس نشان می‌دهد. مارتین گفت که به دلیل جمعیت زیاد نهنگ‌ها در دریای لرزان، بسیاری از ایبنی‌ها شکارچی نهنگ بودند. ایبنی‌ها به جویدن چربی نهنگ معروف هستند تا متابولیسم خود را در آب و هوای سرد حفظ کنند. چندین شخصیت شکارچی نهنگ و کشتی ایبنی در بنادر بارانداز پادشاهی، براووس، استخر دوشیزه، نگهبانی شرقی کنار دریا، و جزایر آهن حضور دارند. رمان‌ها مردم ایبن را قوز و پرمو توصیف می‌کنند. آریا حتی با یک زن ایبنی با سبیل ملاقات می‌کند. تیریون و واریس با یک ایبنی بدبو ملاقات می‌کنند، که «تبرها را به اندازه یکدیگر دوست داشتند». آریا در رویاهای خود «یک تبرزن تاریک وحشی از ایب» را می‌بیند. گفته می‌شود که ایبنی‌ها با صدایی آهسته و خشن صحبت می‌کنند و زبان خاص خود را دارند.

#### یی تی
رمان‌ها مکرراً یی تی را به عنوان امپراتوری با شهرهایی پر از شگفتی توصیف می‌کنند که در خاور دور واقع شده‌اند. تا رقصی با اژدهایان، یی تی در هیچ نقشه‌ای در کتاب‌ها ظاهر نشده‌است، اما مارتین تصریح کرد که «یی تی در جنوب شرقی کارث و به‌طور کلی، آن سوی دریای یشم است.» این امپراتوری برای اولین بار در بازی تاج‌وتخت ذکر شده‌است و در مورد شایعاتی صحبت می‌کند که «بازیلیسک‌ها به جنگل‌های یی تی هجوم آورده‌اند». داستان‌های ملوان ارائه شده در ضیافتی برای کلاغ‌ها اشاره می‌کنند که طاعون خاکستری به یی تی رسیده‌است. خدای مردم یی تی شیر شب نامیده می‌شود. دنریس مردم یی تی را مردانی با چشمان روشن با کلاه‌های دم‌میمونی در بازارهای وائس دوتراک می‌بیند. یی تی بیش از هر سرزمین دیگری در جهان شناخته‌شده شهر دارد، و به گفته لوماس لانگستریدر، آن‌ها بسیار بزرگتر و باشکوهتر از شهرهای غرب هستند. طبق گفته کولوکو ووتار، در زیر هر شهر یی تیایی سه شهر قدیمی مدفون شده‌است. پایتخت امپراتوری طلایی یی تی، یین، در امتداد دریای یشم است. مارتین مطمئن نیست که «آن مردمان [مثل مردم یی تی] تا چه حد وارد این داستان کنونی خواهند شد، با این حال… سرزمین آن‌ها بسیار دور است.»

#### دشت‌های جوگوس نای
در شمال یی تی، دشت جوگوس نای (Jogos Nhai) با تپه‌های غلتان بادگیر است. آن‌ها تحت سلطه نژادی از جنگجویان سواره به نام جوگوس نای هستند. جوگوس نای‌ها در یورت‌ها و چادرها زندگی می‌کنند و مردمی کوچ‌نشین هستند. آن‌ها کوتاه قد، قوز و دارای سرهای بزرگ و صورت‌های کوچک هستند. مردان و زنان هر دو دارای جمجمه‌های نوک تیز هستند که نتیجه رسم آن‌ها در بستن سر نوزادان است. آن‌ها همچنین سوار گورخر می‌شوند، یک خر راه راه که می‌تواند بسیار بیشتر از اسب‌های معمولی مقاومت کند. جوگوس نای‌ها با یکدیگر جنگ نمی‌کنند و در قبیله‌های کوچکی زندگی می‌کنند که با هم پیوند خونی دارند. آن‌ها در یک وضعیت جنگ دائمی با بیگانگان زندگی می‌کنند و به بسیاری از شهرهای یی تی یورش برده و حدود صد شهر را به ویرانه تبدیل کرده‌اند. هر قبیله توسط یک جات یا رئیس جنگ و یک ماه‌خوان که یک راهب، درمانگر و داور است فرماندهی می‌شود. ماه‌خوان‌ها عموماً مؤنث هستند و جات‌ها بیشتر مرد هستند. (برگرفته از جهان یخ و آتش)

## سوتوریوس
در جنوب اسوس، قاره سوتوریوس (که در رمان‌های اولیه به اشتباه سوتوروس نوشته می‌شود) قرار دارد. سوتوریوس سومین قاره جهان شناخته شده‌است که سرزمینی گسترده، طاعون‌زده، پوشیده از جنگل و تا حد زیادی ناشناخته است. بزرگی آن به اندازه اسوس گزارش شده‌است و توسط جنارا بلاریس، یک اژدهاسوار والریایی از پیش از نابودی والریا، به عنوان «سرزمینی بی‌پایان» توصیف شده‌است.
این قاره برای نخستین بار در نقشه‌ای در طوفان شمشیرها (۲۰۰۰) نامگذاری شده‌است که شهرهای یین و زامتار را روی آن نشان می‌دهد. روایت اول آن در ضیافتی برای کلاغ‌ها (۲۰۰۵) است. مارتین سوتوریوس را در سال ۲۰۰۲ به عنوان «قاره جنوبی، تقریباً معادل آفریقا، جنگلی، طاعون‌زده و تا حد زیادی ناشناخته» توصیف کرده بود. رمان‌ها اطلاعات کمی دربارهٔ آن ارائه می‌دهند. طبیعت باتلاقی سوتوریوس توسط ویکتوریون در رقصی با اژدهایان به‌طور خلاصه اشاره شده‌است و گفته می‌شود که برای ساخت کشتی‌ها از ساج سوتوریوس استفاده می‌شود. جاده‌ای در امتداد ساحل شمالی قاره می‌گذرد. رقصی با اژدهایان به بیماری‌های سوتوریوسی در رابطه با تاجر برده ثروتمند اما بیمار یونکایی به نام یزان زو کگاز اشاره دارد. ویکتوریون برخی از مردم آن را «قوز و پرمو مانند میمون‌های سوتوروس» و برخی از افرادی که در گودال دازناک برای سرگرمی دنریس در رقصی با اژدهایان می‌جنگند، به عنوان «نیمه‌انسان با پوست کرکی اهل جنگل‌های سوتوروس» توصیف می‌شوند. مارتین گفت که بر خلاف سایر مردمان در رمان‌ها، مردان سوتوریوس سازهٔ فانتزی خالص بودند.

## اولتوس
مجموعه نقشه سرزمین‌های یخ و آتش نوک شمالی خشکی به نام «اولتوس» را در جنوب اسوس و شرق سوتوریوس نشان می‌دهد. مارتین در پاسخ به این سؤال که آیا این قاره دیگری است یا خیر، پاسخ داد: «خب، این یک خشکی بزرگ است. من در مورد تعریف رسمی «قاره» در مقابل «جزیره بزرگ» کمی گیج هستم. همچنین در مورد اندازه اولتوس، که در نهایت در لبه جهان شناخته شده قرار دارد.»